# Sportjahr 2009
Liste der Sportjahre

◄◄ | ◄ | 2005 | 2006 | 2007 | 2008 | Sportjahr 2009 | 2010 | 2011 | 2012 | 2013 | ► | ►►

Weitere Ereignisse

## Großsportveranstaltungen
- 12. Juli bis 24. Juli – In Israel findet die 18. Makkabiade statt. Bei der größten internationalen jüdischen Sportveranstaltung werden 9000 Sportler aus 53 Nationen, darunter auch Österreich, Deutschland und die Schweiz, in 31 Sportarten teilnehmen. Erfolgreichste Nation wird Israel vor den Vereinigten Staaten und Russland.
- 16. Juli bis 29. Juli – In Kaohsiung (Taiwan) finden die 8. World Games statt. Etwa 4800 Sportler aus 105 Ländern nahmen in 35 Sportarten bei den World Games teil. Erfolgreichste Nation im Medaillenspiegel wird Russland vor Italien und der Volksrepublik China. Austragungsort ist das eigens für die Spiele gebaute World Games Stadion, das 40.000 Zuschauern Platz bietet.

## American Football
- 1. Februar – Die Pittsburgh Steelers gewinnen Super Bowl XLIII durch ein 27:23 in Tampa über die Arizona Cardinals.
- 20. Juni – La Courneuve Flash gewinnt mit 41:27 gegen Thonon Black Panthers zum fünften Mal in Folge die französische Meisterschaft.
- 20. Juni – Im Hockeypark in Mönchengladbach besiegen die Berlin Adler die Cologne Falcons im Junior Bowl XXVII mit 21:14.
- 28. Juni – Den erstmals ausgetragenen EFAF Atlantic Cup gewinnen die West-Vlaanderen Tribes aus Belgien mit 15:13 gegen die Dublin Rebels aus Irland.
- 4. Juli 2009 – Die Junioren der USA gewinnen durch einen 41:3-Finalsieg gegen Kanada die Juniorenweltmeisterschaft.
- 4. Juli – Erstmals gewinnt ein tschechisches Team einen Titel im Europäischen American Football. Im EFAF-Cup-Endspiel besiegen die Prague Panthers die Thonon Black Panthers mit 35:12.
- 11. Juli – Titelverteidiger Swarco Raiders Tirol gewinnt mit 30:19 gegen La Courneuve Flash den Eurobowl XXIII.

## Automobilsport
- 13./14. Juni – 77. Austragung des 24-Stunden-Rennens von Le Mans. David Brabham, Marc Gené und Alexander Wurz vom Team Peugeot Sport Total gewinnen mit einer Runde Vorsprung vor den Peugeot-Fahrern Franck Montagny, Sébastien Bourdais und Stéphane Sarrazin. Beide Teams fahren in einem Peugeot 908 HDi FAP.

### A1 Grand Prix
- 3. Mai – Irland gewinnt die A1 GP-Saison 2008/09 vor der Schweiz und Portugal.

### ADAC GT Masters
- ADAC-GT-Masters-Saison 2009

### American Le Mans Series
- ALMS-Saison 2009

### FIA-GT-Meisterschaft
- FIA-GT-Meisterschaft 2009

### Formel 1
- 18. Oktober – Beim vorletzten Rennen der Formel-1-Saison 2009 reicht dem Briten Jenson Button vom Team Brawn GP ein fünfter Platz, um vorzeitig Weltmeister zu werden. Brawn GP gewinnt außerdem auf dem Autódromo José Carlos Pace bei São Paulo auch die Konstrukteurs-Weltmeisterschaft.

### Formel 2
- In der neugeschaffenen Rennserie gewinnt der Spanier Andy Souček. Überschattet wird die Saison vom tödlichen Unfall des Briten Henry Surtees in Brands Hatch am 19. Juli, als er von einem Rad am Kopf getroffen wurde. Siehe auch Formel-2-Saison 2009.

### Formel 3
- Formel-3-Euroserie-Saison 2009

### IndyCar Series
- 11. Oktober – Saisonfinale der IndyCar-Series-Saison 2009 auf dem Homestead-Miami Speedway. Der Schotte Dario Franchitti vom Team Chip Ganassi Racing gewinnt die Einzel-Gesamtwertung mit 616 Punkten vor Scott Dixon (Neuseeland; Chip Ganassi Racing; 605 Punkte) und Ryan Briscoe (Australien; Penske Racing; 604 Punkte).

### Internationale Formel Master
- 20. September – Der Schweizer Fabio Leimer (Team Jenzer Motorsport) gewinnt mit deutlichem Abstand die Internationale Formel-Master-Saison 2009 vor dem Russen Sergei Afansjew und dem Tschechen Josef Král (beide Team JD Motorsport). JD Motorsport (Italien) gewinnt die Teamwertung vor Jenzer Motorsport (Schweiz).

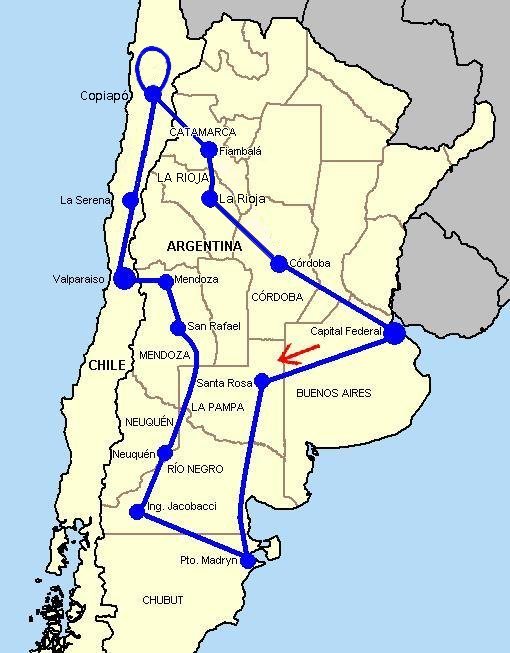
Etappen der Rallye Dakar 2009

### Tourenwagen-Rennserien

#### DTM
- Timo Scheider (Audi Sport Team Abt) aus Deutschland gewinnt die DTM-Saison 2009 vor den Briten Gary Paffett (Salzgitter AMG Mercedes (HWA)) und Paul di Resta (AMG Mercedes (HWA)). Timo Scheider konnte damit seinen 2008 gewonnenen Meistertitel verteidigen. Die Teamwertung gewinnt Salzgitter / Mercedes-Benz Bank (HWA) vor Audi Sport Team Abt.

Details: DTM-Saison 2009

#### Tourenwagen-Weltmeisterschaft
- Der 47-jährige Italiener Gabriele Tarquini wird mit 4 Punkten Vorsprung Tourenwagen-Weltmeister 2009. Auf die Plätze zwei und drei kommen Yvan Muller aus Frankreich und Augusto Farfus aus Brasilien. Tarquini und Muller fuhren für das SEAT Sport-Team, Farfus für das BMW Team Germany. Seat (Spanien) gewinnt die Konstrukteurswertung vor BMW (Deutschland).

Details: Tourenwagen-Weltmeisterschaft 2009

### Rallye
- 3. Januar bis 18. Januar – In Argentinien und Chile wird die 30. Rallye Dakar ausgetragen. Nachdem 2008 die Rallye wegen Terrordrohungen ausfiel, wird sie nun erstmals in Südamerika anstatt in Afrika ausgetragen. In die Siegerlisten tragen sich Giniel de Villiers und Dirk von Zitzewitz (Automobil), Marc Coma (Motorrad) und Josef Macháček (Quad) ein. In der Lastwagen-Wertung gewinnen Firdaus Kabirow, Aidar Beljajew und Andrei Mokejew.
- 25. Oktober – Weltmeisterschafts-Finale in Großbritannien. Vor dem zwölften und damit letzten Wertungslauf der Rallye-Weltmeisterschaft 2009, die Ende Januar mit der Irland-Rallye begonnen hatte, liegt der Finne Mikko Hirvonen einen Punkt vor dem fünffachen Weltmeister Sébastien Loeb aus Frankreich.

## Badminton
Höhepunkte des Badmintonjahres 2009 waren die Weltmeisterschaft und der Sudirman Cup. Vom 9. bis zum 15. Februar wird in Liverpool die Badminton-Mixed-Team-Europameisterschaft ausgetragen. Dänemark gewinnt vor England. Bronze geht an Russland und Polen.

### BWF Super Series
| Veranstaltung              | Herreneinzel  | Dameneinzel    | Herrendoppel                   | Damendoppel                   | Mixed                                             |
| -------------------------- | ------------- | -------------- | ------------------------------ | ----------------------------- | ------------------------------------------------- |
| Malaysia Super Series      | Lee Chong Wei | Tine Rasmussen | Jung Jae-sung Lee Yong-dae     | Lee Hyo-jung Lee Kyung-won    | Nova Widianto Liliyana Natsir                     |
| Korea Open Super Series    | Peter Gade    | Tine Rasmussen | Mathias Boe Carsten Mogensen   | Chien Yu-chin Cheng Wen-hsing | Lee Yong-dae Lee Hyo-jung                         |
| All England Super Series   | Lin Dan       | Wang Yihan     | Cai Yun Fu Haifeng             | Zhang Yawen Zhao Tingting     | He Hanbin Yu Yang                                 |
| Swiss Open Super Series    | Lee Chong Wei | Wang Yihan     | Koo Kien Keat Tan Boon Heong   | Du Jing Yu Yang               | Zheng Bo Ma Jin                                   |
| Singapore Super Series     | Bao Chunlai   | Zhou Mi        | Anthony Clark Nathan Robertson | Zhang Yawen Zhao Tingting     | Zheng Bo Ma Jin                                   |
| Indonesia Super Series     | Lee Chong Wei | Saina Nehwal   | Jung Jae-sung Lee Yong-dae     | Chin Eei Hui Wong Pei Tty     | Zheng Bo Ma Jin                                   |
| China Masters Super Series | Lin Dan       | Wang Shixian   | Guo Zhendong Xu Chen           | Du Jing Yu Yang               | Tao Jiaming Wang Xiaoli                           |
| Japan Super Series         | Bao Chunlai   | Wang Yihan     | Markis Kido Hendra Setiawan    | Ma Jin Wang Xiaoli            | Songphon Anugritayawon Kunchala Voravichitchaikul |
| Denmark Super Series       | Simon Santoso | Tine Rasmussen | Koo Kien Keat Tan Boon Heong   | Pan Pan Zhang Yawen           | Joachim Fischer Nielsen Christinna Pedersen       |
| French Super Series        | Lin Dan       | Wang Yihan     | Markis Kido Hendra Setiawan    | Ma Jin Wang Xiaoli            | Nova Widianto Liliyana Natsir                     |
| Hong Kong Super Series     | Lee Chong Wei | Wang Yihan     | Jung Jae-sung Lee Yong-dae     | Ma Jin Wang Xiaoli            | Robert Mateusiak Nadieżda Kostiuczyk              |
| China Open Super Series    | Lin Dan       | Jiang Yanjiao  | Jung Jae-sung Lee Yong-dae     | Tian Qing Zhang Yawen         | Lee Yong-dae Lee Hyo-jung                         |
| BWF Super Series Finals    | Lee Chong Wei | Wong Mew Choo  | Jung Jae-sung Lee Yong-dae     | Wong Pei Tty Chin Eei Hui     | Joachim Fischer Nielsen Christinna Pedersen       |

## Bandy
- 18. Januar bis 25. Januar – Im schwedischen Västerås wird die 29. Bandy-Weltmeisterschaft ausgetragen. Das schwedische Team gewinnt das Turnier vor Russland und Finnland.

## Baseball
- 30. August – In der Finalserie um die deutsche Meisterschaft besiegen die Heidenheim Heideköpfe die Mannheim Tornados mit 3:2 Siegen und erringen damit ihren ersten Deutschen Meistertitel.
- 27. September – Im Finale der Weltmeisterschaft gewinnt die USA gegen Kuba mit 10:5.
- 28. Oktober bis 4. November – Die New York Yankees gewinnen die World Series 2009 mit 4:2 Siegen gegen die Philadelphia Phillies.

## Biathlon
- 13. Februar bis 22. Februar – Im südkoreanischen Pyeongchang finden die 43. Biathlon-Weltmeisterschaften statt.

Der Norweger Ole Einar Bjørndalen fügt zu seiner Medaillensammlung vier weitere Goldmedaillen hinzu. Bei den Frauen gelingt der Deutschen Kati Wilhelm über 7,5 und 15 Kilometer ein Doppeltriumph. Zudem gewann Wilhelm zwei Silbermedaillen, womit sie hinter Bjørndalen zum zweiterfolgreichsten Teilnehmer der Weltmeisterschaften in Südkorea wurde.
Im Medaillenspiegel hatte Norwegen die Nase vor Deutschland und Russland, das während der Wettbewerbe in Pyeongchang wegen Dopingfälle im russischen Team kurz vor den Weltmeisterschaften unter Beobachtung stand.

## Billard
- Für Ereignisse im Snooker siehe #Snooker
- 5. März bis 8. März – In Viersen findet die Dreiband-Weltmeisterschaft für Nationalmannschaften 2009 statt. Schweden gewinnt mit den Spielern Torbjörn Blomdahl und Michael Nilsson durch ein 2:0 über Belgien (Eddy Merckx und Roland Forthomme) die Goldmedaille.
- 16. April bis 25. April – In St. Johann (Österreich) findet die Europameisterschaft im Poolbillard (Damen und Herren) statt. Bei den Herren siegen Andreas Roschkowsky (Deutschland) im 8-Ball, Nick van den Berg (Niederlande) im 9-Ball und Dimitri Jungo (Schweiz) im 14/1e. Bei den Damen heißen die Siegerinnen Jasmin Ouschan (Österreich), die sowohl im 8- als auch 9-Ball gewinnt und Gerda Hofstätter (Österreich). Im Turnier für Rollstuhlfahrer siegt der Finne Jouni Tähti ebenfalls im 8- und im 9-Ball und sammelt somit bereits seine Europameistertitel Nummer 7 und 8.
- 21. Mai bis 24. Mai – In Odense findet die Dreiband-Europameisterschaft statt. Der Spanier Daniel Sánchez gewinnt mit einem Generaldurchschnitt von 1,864 vor dem Belgier Frédéric Caudron.

## Bobsport
- 20. Februar bis 1. März – In Lake Placid, USA, findet die 59. Bob-Weltmeisterschaft statt. Sie wird parallel zur Skeleton-Weltmeisterschaft 2009 ausgetragen.

## Boxen

### Amateurboxen
- 1. September bis 12. September – In Mailand finden die 15. Boxweltmeisterschaften statt. Russland verteidigt seine Position als erfolgreichste Nation mit 2 Gold-, 4 Silber- und 2 Bronzemedaillen vor Italien (2-0-0) und Kuba und Usbekistan (beide 1-1-2).

### Profiboxen
Dies ist eine Liste aller Weltmeister der vier großen Verbände im Jahr 2009:
|                                        | WBA                                                          | WBA | WBC                                                                                   | IBF | WBO |
| Superchampion                          | Regulärer Weltmeister                                        | | WBC                                                                                   | IBF | WBO |
| Schwergewicht >90,718 kg/>200 Pfund    | vakant                                                       | Seit 30.08.08: Nikolai Walujew sowie vom 07.02.09 bis 24.07.09: Ruslan Chagayev Seit 07.11.09: David Haye | Seit 11.10.08: Vitali Klitschko                                                       | Seit 22.04.06: Wladimir Klitschko                                                                                | Seit 23.02.08: Wladimir Klitschko                                                                                    |
| Cruisergewicht 90,718 kg/200 Pfund     | vakant                                                       | Seit 27.09.08: Guillermo Jones                                                                            | Seit 24.10.08: Giacobbe Fragomeni                                                     | Seit 11.12.08: Tomasz Adamek Seit 18.10.09: vakant                                                               | Seit 2008: vakant Seit 17.01.09: Victor Emilio Ramírez Seit 29.08.09: Marco Huck                                     |
| Halbschwergewicht 79,378 kg/175 Pfund  | vakant                                                       | Seit 03.07.08: Hugo Hernán Garay Seit 20.06.09: Gabriel Campillo                                          | Seit 11.07.08: Adrian Diaconu Seit 19.06.09: Jean Pascal                              | Seit 11.10.08: Chad Dawson Seit 27.05.09: vakant Seit 28.08.09: Tavoris Cloud                                    | Seit 17.01.04: Zsolt Erdei Seit 13.11.09: Jürgen Brähmer                                                             |
| Supermittelgewicht 76,203 kg/168 Pfund | vakant Seit 21.11.09: Andre Ward                             | Seit 09.2008: Mikkel Kessler Seit 21.11.09: Andre Ward                                                    | Seit 06.12.08: Carl Froch                                                             | Seit 19.10.07: Lucian Bute                                                                                       | Seit 27.09.08: Denis Inkin Seit 10.01.09: Károly Balzsay Seit 22.08.09: Robert Stieglitz                             |
| Mittelgewicht 72,574 kg/160 Pfund      | vakant                                                       | Seit 28.04.07: Felix Sturm                                                                                | Seit 29.09.07: Kelly Pavlik                                                           | Seit 10.12.05: Arthur Abraham Seit 12.07.09: vakant Seit 19.09.09: Sebastian Sylvester                           | Seit 29.09.07: Kelly Pavlik                                                                                          |
| Halbmittelgewicht 69,85 kg/154 Pfund   | vakant                                                       | Seit 11.07.08: Daniel Santos Seit 14.11.09: Yuri Foreman                                                  | Seit 28.07.08: Vernon Forrest Seit 21.05.09: Sergio Martínez                          | Seit 11.2008: vakant Seit 24.04.09: Cory Spinks                                                                  | Seit 03.12.05: Serhij Dsynsyruk                                                                                      |
| Weltergewicht 66,678 kg/147 Pfund      | Seit 26.07.08: Antonio Margarito Seit 24.01.09: Shane Mosley | Seit 30.10.08: Juri Nuschnenko                                                                            | Seit 21.06.08: Andre Berto                                                            | Seit 02.08.08: Joshua Clottey Seit 16.04.2009: vakant Seit 01.08.09: Isaac Hlatshwayo Seit 11.12.09: Dejan Zavec | Seit 11.2008: vakant Seit 21.02.09: Miguel Ángel Cotto Seit 14.11.09: Manny Pacquiao                                 |
| Halbweltergewicht 63,503 kg/140 Pfund  | vakant                                                       | Seit 22.03.08: Andreas Kotelnik Seit 18.07.09: Amir Khan                                                  | Seit 10.05.08: Timothy Bradley Seit 28.04.2009: vakant Seit 01.08.09: Devon Alexander | Seit 2008: vakant Seit 30.01.09: Juan Urango                                                                     | Seit 05.07.08: Kendall Holt Seit 04.04.09: Timothy Bradley                                                           |
| Leichtgewicht 61,235 kg/135 Pfund      | Seit 28.02.2009: Juan Manuel Márquez                         | Nate Campbell vakant Seit 19.05.08: Yusuke Kobori Seit 03.01.09: Paulus Moses                             | vakant Seit 28.06.08: Manny Pacquiao Seit 02.2009: vakant Seit 04.04.09: Edwin Valero | Seit 08.03.08: Nate Campbell Seit 02.2009: vakant                                                                | Seit 08.03.08: Nate Campbell Seit 28.02.2009: Juan Manuel Márquez                                                    |
| Halbleichtgewicht 58,967 kg/130 Pfund  | vakant                                                       | Seit 31.08.08: Jorge Linares Seit 10.10.09: Juan Carlos Salgado                                           | Seit 20.12.08: Humberto Soto                                                          | Seit 12.04.08: Cassius Baloyi Seit 18.04.2009: Malcolm Klassen Seit 22.08.09: Robert Guerrero                    | Seit 09.09.08: Nicky Cook Seit 14.03.09: Román Martínez                                                              |
| Federgewicht 57,153 kg/126 Pfund       | vakant Seit 19.09.09: Chris John                             | Seit 01.11.03: Chris John                                                                                 | Seit 13.08.08: Óscar Larios Seit 12.03.09: Takahiro Aoh Seit 14.07.09: Elio Rojas     | Seit 23.10.08: Cristóbal Cruz                                                                                    | Seit 14.07.07: Steven Luevano                                                                                        |
| Halbfedergewicht 55,225 kg/122 Pfund   | Seit 21.11.08: Celestino Caballero                           | Seit 21.11.08: Ricardo Córdoba Seit 21.03.09: Bernard Dunne Seit 26.09.09: Poonsawat Kratingdaenggym      | Seit 18.12.08: Toshiaki Nishioka                                                      | Seit 21.11.08: Celestino Caballero                                                                               | Seit 07.06.08: Juan Manuel López                                                                                     |
| Bantamgewicht 53,525 kg/118 Pfund      | vakant                                                       | Seit 31.05.08: Anselmo Moreno                                                                             | Seit 16.04.05: Hozumi Hasegawa                                                        | Seit 29.09.07: Joseph Agbeko Seit 31.10.09: Yonnhy Pérez                                                         | Seit 11.08.07: Gerry Peñalosa Seit 25.04.2009: Fernando Montiel                                                      |
| Halbbantamgewicht 52,163 kg/115 Pfund  | Seit 01.11.08: Wachtang Dartschinjan                         | Seit 15.09.08: Nobuo Nashiro                                                                              | Seit 01.11.08: Wachtang Dartschinjan                                                  | Seit 02.08.08: Wachtang Dartschinjan Seit 28.07.09: vakant Seit 15.09.09: Simphiwe Nongqayi                      | Seit 09.04.05: Fernando Montiel vakant Seit 28.03.09: José López Seit 04.09.09: Marvin Sonsosa Seit 20.11.09: vakant |
| Fliegengewicht 50,802 kg/112 Pfund     | vakant                                                       | Seit 31.12.08: Denkaosan Kaovichit                                                                        | Seit 18.07.07: Daisuke Naito Seit 29.11.09: Koki Kameda                               | Seit 07.07.07: Nonito Donaire Seit 20.11.09: Moruti Mthalane                                                     | Seit 13.07.02: Omar Andrés Narváez                                                                                   |
| Halbfliegengewicht 48,988 kg/108 Pfund | vakant                                                       | Seit 08.12.07: Brahim Asloum Seit ??.2009: vakant Seit 05.06.09: Giovanni Segura                          | Seit 14.02.07: Édgar Sosa Seit 21.11.09: Rodel Mayol                                  | Seit 07.01.06: Ulises Solís Seit 19.04.2009: Brian Viloria                                                       | Seit 25.08.07: Iván Calderón                                                                                         |
| Minimumgewicht 47,627 kg/105 Pfund     | vakant                                                       | Seit 15.09.08: Roman Gonzalez                                                                             | Seit 29.11.07: Oleydong Sithsamerchai                                                 | Seit 14.06.08: Raúl García                                                                                       | Seit 30.09.07: Donnie Nietes                                                                                         |

Stand: 31. Dezember 2009
- 17. Oktober – Das Supermittelgewichtsturnier Super Six World Boxing Classic beginnt.

## Curling
- 21. März bis 29. März – Im koreanischen Gangneung findet die Curling-Weltmeisterschaft der Frauen statt. Im Finale schlägt das Team aus China die Schwedinnen mit 8:6.
- 4. April bis 12. April – Im kanadischen Moncton findet die Curling-Weltmeisterschaft der Herren statt. Schottland (mit den Spielern David Murdoch, Ewan MacDonald, Peter Smith, Euan Byers und Graeme Connal) wird durch ein 8:6 im Finale gegen Kanada Weltmeister. Die Bronzemedaille gewinnt die Mannschaft Norwegens.
- 18. April bis 26. April – Im italienischen Cortina d’Ampezzo findet die Curling-Weltmeisterschaft für Mixed-Mannschaften statt.

## Darts
- 19. Dezember 2008 bis 4. Januar – Im Alexandra Palace in London findet die 16. Darts-Weltmeisterschaft der PDC statt. Im Finale besiegt der Rekordweltmeister Phil Taylor aus England den Niederländer Raymond van Barneveld mit 7:1 Sätzen.
- 3. Januar bis 11. Januar – In Frimley Green in der Nähe von London findet die 32. Darts-Weltmeisterschaft der BDO statt. Das Turnier der Männer gewinnt Ted Hankey, England, durch ein 7:6-Finalsieg gegen Tony O’Shea, England. Bei den Frauen ist Francisca Hoenselaar, Niederlande, mit 2:1 gegen die Rekordweltmeisterin Trina Gulliver aus England erfolgreich.

## Drachenboot
- 24. August bis 31. August – In Prag werden die Drachenboot-Weltmeisterschaften ausgetragen.

## Eishockey
- 21. Januar und 28. Januar – Die ZSC Lions aus Zürich gewinnen nach einem 2:2 im Hinspiel das Rückspiel mit 5:0 gegen HK Metallurg Magnitogorsk und gewinnen somit die Champions Hockey League 2008/09.
- 4. April bis 12. April – Im finnischen Hämeenlinna findet die 12. Eishockey-Weltmeisterschaft der Frauen statt. Im Finale schlägt die USA Kanada mit 4:1. Finnland gewinnt das Spiel um den dritten Platz gegen Schweden ebenfalls mit 4:1.
- 24. April – In der Schweiz beginnt die 73. Eishockey-Weltmeisterschaft der Herren. Austragungsorte sind Bern und Kloten.
- 10. Mai – Russland wird durch ein 2:1 über Kanada im Finale Weltmeister. Die Tore für die Russen schießen Oleg Saprykin und Alexander Radulow, nachdem Jason Spezza Kanada in Führung gebracht hatte. Schweden gewinnt die Bronzemedaille durch ein 4:2 über die USA. Martin St. Louis (Kanada) wird bester Scorer des Turniers (4 Tore und 11 Vorlagen).

Spielertrophäen der WM 2009

| Auszeichnung         | Spieler          | Team     |
| -------------------- | ---------------- | -------- |
| Wertvollster Spieler | Ilja Kowaltschuk | Russland |
| Bester Torhüter      | Andrei Mesin     | Belarus  |
| Bester Verteidiger   | Shea Weber       | Kanada   |
| Bester Stürmer       | Ilja Kowaltschuk | Russland |

All-Star Team der WM 2009

| Angriff:      | Ilja Kowaltschuk – Steven Stamkos – Martin St. Louis |
| Verteidigung: | Shea Weber – Kenny Jönsson                           |
| Tor:          | Andrei Mesin                                         |

## Eiskunstlauf
- 20. Januar bis 25. Januar – In Helsinki findet die Eiskunstlauf-Europameisterschaft statt. Es siegen Brian Joubert, Frankreich, bei den Herren, Laura Lepistö, Finnland, bei den Frauen und Aljona Sawtschenko und Robin Szolkowy, Deutschland, bei den Paaren. Im Eistanz heißen die Sieger Jana Chochlowa und Sergei Nowitzki aus Russland.
- 24. März bis 29. März – In Los Angeles wird die Eiskunstlauf-Weltmeisterschaft 2009 ausgetragen. Erfolgreichste Nationen werden die USA und Russland, die je zwei Medaillen gewinnen können.

Bei den Herren siegt der US-Amerikaner Evan Lysacek vor dem Kanadier Patrick Chan und dem Franzosen Brian Joubert. Den Wettbewerb der Damen gewinnt die Südkoreanerin Kim Yu-na vor Joannie Rochette aus Kanada und der Japanerin Miki Andō. Das Paarlaufen gewinnen die Deutschen Aljona Savchenko und Robin Szolkowy, den Eistanz die Russen Oxana Domnina und Maxim Schabalin.

## Eisschnelllauf
- 9. Januar bis 11. Januar – In Heerenveen wird die 105. Eisschnelllauf-Mehrkampfeuropameisterschaft ausgetragen. Sieger werden der Niederländer Sven Kramer und die Deutsche Claudia Pechstein.
- 17. Januar und 18. Januar – In Moskau findet die Eisschnelllauf-Sprintweltmeisterschaft statt. Es gewinnen die Chinesin Beixing Wang bei den Damen und Shani Davis aus den Vereinigten Staaten bei den Herren.
- 7. Februar und 8. Februar – Im norwegischen Hamar findet die 103. Eisschnelllauf-Mehrkampfweltmeisterschaft statt. Bei den Damen gewinnt Martina Sáblíková aus der Tschechischen Republik vor Kristina Groves aus Kanada und Ireen Wüst aus den Niederlanden. Bei den Herren ist der Niederländer Sven Kramer bereits zum dritten Mal erfolgreich. Silber geht an Håvard Bøkko aus Norwegen vor dem Italiener Enrico Fabris.
- 12. März bis 15. März – Im kanadischen Richmond, BC werden die 12. Eisschnelllauf-Einzelstreckenweltmeisterschaften ausgetragen. Sven Kramer aus den Niederlanden wird erfolgreichster Teilnehmer der Weltmeisterschaften; er gewinnt drei Goldmedaillen. In der Nationenwertung bringt er damit die Niederlande auf Rang eins.

Frauen:
| Distanz                   | Gold                                                       | Silber                                                  | Bronze                                     |
| ------------------------- | ---------------------------------------------------------- | ------------------------------------------------------- | ------------------------------------------ |
| 2 × 500 Meter             | Jenny Wolf                                                 | Beixing Wang                                            | Sang-Hwa Lee                               |
| 1000 Meter                | Christine Nesbitt                                          | Anni Friesinger                                         | Margot Boer                                |
| 1500 Meter                | Anni Friesinger                                            | Ireen Wüst                                              | Christine Nesbitt                          |
| 3000 Meter                | Renate Groenewold                                          | Martina Sáblíková                                       | Kristina Groves                            |
| 5000 Meter                | Martina Sáblíková                                          | Clara Hughes                                            | Kristina Groves                            |
| Teamwettbewerb (6 Runden) | KanadaKristina Groves Christine Nesbitt Brittany Schussler | NiederlandeJorien Voorhuis Renate Groenewold Ireen Wüst | JapanMaki Tabata Masako Hozumi Hiromi Otsu |

Männer:
| Distanz                   | Gold                                                     | Silber                                            | Bronze                                                       |
| ------------------------- | -------------------------------------------------------- | ------------------------------------------------- | ------------------------------------------------------------ |
| 2 × 500 Meter             | Kang-Seok Lee                                            | Kyou-Hyuk Lee                                     | Fengtong Yu                                                  |
| 1000 Meter                | Trevor Marsicano                                         | Denny Morrison                                    | Shani Davis                                                  |
| 1500 Meter                | Shani Davis                                              | Trevor Marsicano                                  | Denny Morrison                                               |
| 5000 Meter                | Sven Kramer                                              | Håvard Bøkko                                      | Trevor Marsicano                                             |
| 10.000 Meter              | Sven Kramer                                              | Håvard Bøkko                                      | Bob de Jong                                                  |
| Teamwettbewerb (8 Runden) | NiederlandeCarl Verheijen Sven Kramer Wouter Olde Heuvel | SchwedenJohan Röjler Joel Eriksson Daniel Friberg | Vereinigte StaatenTrevor Marsicano Ryan Bedford Brian Hansen |

## Eisstockschießen
- 10. März bis 14. März – Die Eisstock-Europameisterschaft wird in Regen (Deutschland).

## Fußball
Die Entscheidungen in den wichtigsten Ligen deutschsprachiger Länder und Europas:
| Land (Liga)                | Meister              | Vizemeister         | Pokalsieger     |
| -------------------------- | -------------------- | ------------------- | --------------- |
| Deutschland (Bundesliga)   | VfL Wolfsburg        | FC Bayern München   | Werder Bremen   |
| Österreich (Bundesliga)    | FC Red Bull Salzburg | SK Rapid Wien       | FK Austria Wien |
| Schweiz (Super League)     | FC Zürich            | BSC Young Boys      | FC Sion         |
|                            |                      |                     |                 |
| England (Premier League)   | Manchester United    | FC Liverpool        | FC Chelsea      |
| Frankreich (Ligue 1)       | Girondins Bordeaux   | Olympique Marseille | EA Guingamp     |
| Italien (Serie A)          | Inter Mailand        | Juventus Turin      | Lazio Rom       |
| Spanien (Primera División) | FC Barcelona         | Real Madrid         | FC Barcelona    |

- 3. Mai: Der neuseeländische Klub Auckland City FC gewinnt die OFC Champions League 2008/09 gegen Koloale FC Honiara durch ein 2:2-Unentschieden im Finalrückspiel nach einem 7:2-Hinspielerfolg
- 12. Mai: Der mexikanische Verein CF Atlante setzt sich im Final-Rückspiel um die CONCACAF Champions League 2008/09 gegen CD Cruz Azul durch ein 0:0-Unentschieden nach einem 2:0-Hinspielerfolg durch
- 20. Mai: Als erstem ukrainischem Klub seit der Unabhängigkeit des Landes gelingt Schachtar Donezk durch einen 2:1-Sieg nach Verlängerung gegen Werder Bremen mit dem Sieg im UEFA-Pokal 2008/09 ein Titelgewinn auf europäischer Ebene
- 27. Mai: Der FC Barcelona gewinnt die UEFA Champions League 2008/09 mit einem 2:0-Finalerfolg gegen Manchester United durch Tore von Samuel Eto’o und Lionel Messi
- 28. Juni: Im Endspiel um den in Südafrika ausgetragenen Konföderationen-Pokal 2009 gelingt Brasilien durch einen 3:2-Erfolg über die US-Nationalmannschaft die Titelverteidigung
- 9. Juli: Im Rückspiel der Recopa Sudamericana gelingt LDU Quito aus Ecuador durch einen 3:0-Erfolg nach einem 1:0-Hinspielsieg gegen den brasilianischen Klub SC Internacional der Titelgewinn
- 28. August: In Monaco gewinnt der FC Barcelona durch ein Tor von Pedro das Spiel um den Europäischen Supercup gegen Schachtar Donezk mit 1:0 nach Verlängerung
- 10. September: Im Endspiel des Europameisterschaftsturniers 2009 gewinnt die deutsche Frauen-Nationalmannschaft durch einen 6:2-Erfolg gegen England im Olympiastadion Helsinki zum fünften Mal in Folge den Europameister-Titel.

## Futsal
26. April: Der spanische Klub Interviú FS gewinnt den UEFA-Futsal-Pokal 2008/09 durch einen 5:1-Erfolg über den russischen Verein MFK Viz-Sinara.

## Freestyle-Skiing
- 2. März bis 8. März – Im japanischen Inawashiro findet die 13. Freestyle-Skiing-Weltmeisterschaft statt. Den Medaillenspiegel führt am Ende Kanada vor Japan und den USA an.

## Gewichtheben
- 4. April bis 12. April – In Bukarest, Rumänien, werden die Europameisterschaften im Gewichtheben ausgetragen. Russland wird mit 14 Gold-, 5 Silber- und 12 Bronzemedaillen erfolgreichste Nation vor der Türkei.

## Golf
- 25. Februar bis 1. März – 11. WGC-Accenture Match Play Championship (Turnier der World Golf Championships im Lochspiel-Format) in Marana, Arizona. Der Weltranglistenerste und Titelverteidiger, Tiger Woods, gibt sein Comeback nach einer achtmonatigen Verletzungspause, scheidet jedoch in der 2. Runde aus. Es gewinnt der Australier Geoff Ogilvy.
- 9. April bis 12. April – In Augusta (Georgia) findet das erste der vier Grand-Slam-Turniere statt. Als erster Argentinier gewinnt Ángel Cabrera. Der 39-Jährige setzt sich im Play-Off gegen die US-Amerikaner Chad Campbell und Kenny Perry durch, die nach den vier Runden alle 12 unter Par abschgelossen hatten.
- 18. Juni bis 21. Juni – In Old Bethpage (New York) findet das 109. US-Open-Golfturnier statt. Der 29-jährige US-Amerikaner Lucas Glover gewinnt und feiert damit seinen erst zweiten Sieg auf der PGA Tour und seinen ersten Majorsieg überhaupt.
- 16. Juli bis 19. Juli – Im schottischen South Ayrshire findet auf dem Turnberry golf course die 138. Open Championship (British Open) statt. Im Stechen setzt sich Stewart Cink aus den Vereinigten Staaten gegen seinen Landsmann Tom Watson durch.
- 13. August bis 16. August – In Chaska (Minnesota), Vereinigte Staaten, findet die 91. PGA Championship statt. Es siegt der Südkoreaner Yang Yong-eun vor Tiger Woods (Vereinigte Staaten).

## Handball
- 16. Januar bis 1. Februar – In Kroatien findet die 21. Handball-Weltmeisterschaft der Herren statt. Weltmeister wird der Olympiasieger von 2008, Frankreich, durch ein 24:19 (11:12)-Sieg im Finale über Kroatien. Im Spiel um den dritten Platz gewinnt Polen gegen Dänemark mit 31:23 (14:11). Erfolgreichster Torschütze der WM 2009 wird Kiril Lazarov aus Mazedonien mit 92 Toren in 9 Spielen.

Auszeichnungen der WM 2009
- Bester Spieler (Most Valuable Player, MVP): Igor Vori  Kroatien
- Bester Angriff :  Spanien 308 Tore in 9 Spielen
- Beste Verteidigung :  Frankreich 211 Gegentore in 10 Spielen

All-Star Team der WM 2009
| Michaël Guigou    |
| Igor Vori         |
| Ivan Čupić        |
| Blaženko Lacković |
| Marcin Lijewski   |
| Nikola Karabatić  |
| Thierry Omeyer    |

## Hockey

### Feldhockey
- Juli – Aufsteiger Rot-Weiß Köln wird deutscher Meister. Im Finale schlagen die Kölner den UHC Hamburg mit 4:3 nach Verlängerung.

## Judo
- 10. April bis 12. April – In Tiflis, Georgien, finden die Europameisterschaften im Judo statt.

## Kanusport
- 25. Juni bis 28. Juni – In Brandenburg an der Havel finden die Kanurennsport-Europameisterschaften 2009 statt. Deutschland wird mit 6 Gold-, 10 Silber- und 4 Bronzemedaillen erfolgreichste Nation vor Ungarn und Belarus.
- 12. August bis 16. August – Im kanadischen Dartmouth (Nova Scotia) finden die 37. Kanurennsport-Weltmeisterschaften statt. Deutschland gewinnt die Wertung im Medaillenspiegel vor Belarus und Ungarn.
- 18. September und 20. September – In Crestuma (Portugal) wird die Kanumarathon-Weltmeisterschaft veranstaltet. Über die 25,8 km lange Distanz holt sich Spanien den Titel.

## Karate
- 8. Mai bis 10. Mai – 44. Karate-Europameisterschaften in Zagreb, Kroatien.

## Kegeln
- 14. Mai bis 23. Mai – Im deutschen Dettenheim findet die Classic-Mannschafts-Weltmeisterschaft im Kegeln statt.

## Leichtathletik
- 28. März – In Amman in Jordanien werden die 37. Crosslauf-Weltmeisterschaften ausgetragen. Den Lauf der Männer gewinnt der Äthiopier Gebregziabher Gebremariam vor Moses Ndiema Kipsiro aus Uganda. Den Mannschaftswertung gewinnt Kenia vor Äthiopien und Eritrea. Bei den Frauen siegt Florence Jebet Kiplagat vor Linet Chepkwemoi Masai, die beide aus Kenia kommen und auch mit der Mannschaft die Goldmedaille gewinnen.
- 19. April bis 21. Juni – 2. Transeuropalauf. Rainer Koch aus Deutschland gewinnt das Rennen in 378 Stunden 12 Minuten und 44 Sekunden. Die schnellste Frau im Ziel, Furuyama Takako aus Japan, benötigte 529:06:05.
- 15. August bis 23. August – In Berlin finden die 12. Leichtathletik-Weltmeisterschaften statt. 2013 Athleten aus 202 teilnehmenden Ländern sind bei den Wettbewerben im Berliner Olympiastadion und bei den Entscheidungen im Gehen und Marathon in der Berliner Innenstadt dabei.
  - In der 100-Meter-Laufdisziplin der Herren gewinnt der Olympiasieger und Weltrekordhalter Usain Bolt aus Jamaika vor dem US-Amerikaner Tyson Gay. Bolt erzielt eine neue Weltrekordzeit von 9,58 s. Vier Tage später ist der Jamaikaner auch im 200-Meter-Lauf mit der neuen Weltrekordzeit 19,19 s siegreich.
  - Das Stabhochsprung-Finale der Frauen gewinnt die Polin Anna Rogowska mit einer Höhe von 4,75 m. Somit konnte sie sich gegen die Russin Jelena Issinbajewa durchsetzen, die im Vorfeld favorisiert war.
  - Den Speerwurf der Frauen entscheidet die 36-jährige Deutsche Steffi Nerius für sich. Die amtierende Europameisterin gewinnt damit zum Abschluss ihrer Karriere erstmals Weltmeisterschafts-Gold.

### Weltrekorde

#### Olympische Disziplinen
- 16. August – Usain Bolt, Jamaika, läuft die 100 Meter der Herren in 9,58 s.
- 20. August – Usain Bolt, Jamaika, läuft die 200 Meter der Herren in 19,19 s.
- 22. August – Anita Włodarczyk, Polen, wirft den Hammer der Frauen 77,96 m weit.

#### Nichtolympische Disziplinen
- 29. März – Micah Kipkemboi Kogo, Kenia, läuft die 10 Kilometer auf der Straße beim Parelloop in 27:01 min.

## Leichtathletik (Halle)
- 6. März bis 8. März – In Turin finden die Leichtathletik-Halleneuropameisterschaften 2009 statt. Erfolgreichste Nation wird Russland mit zehn Goldmedaillen vor Deutschland und Frankreich. Für Aufsehen sorgt der deutsche Weitspringer Sebastian Bayer, der mit 8,71 m einen europäischen Rekord aufstellt.

### Weltrekorde
- 15. Februar – Jelena Issinbajewa, Russland, springt mit dem Stab 5,00 m.
- 18. Februar – Meseret Defar, Äthiopien, läuft die 5000 Meter in 14:24,37 min.

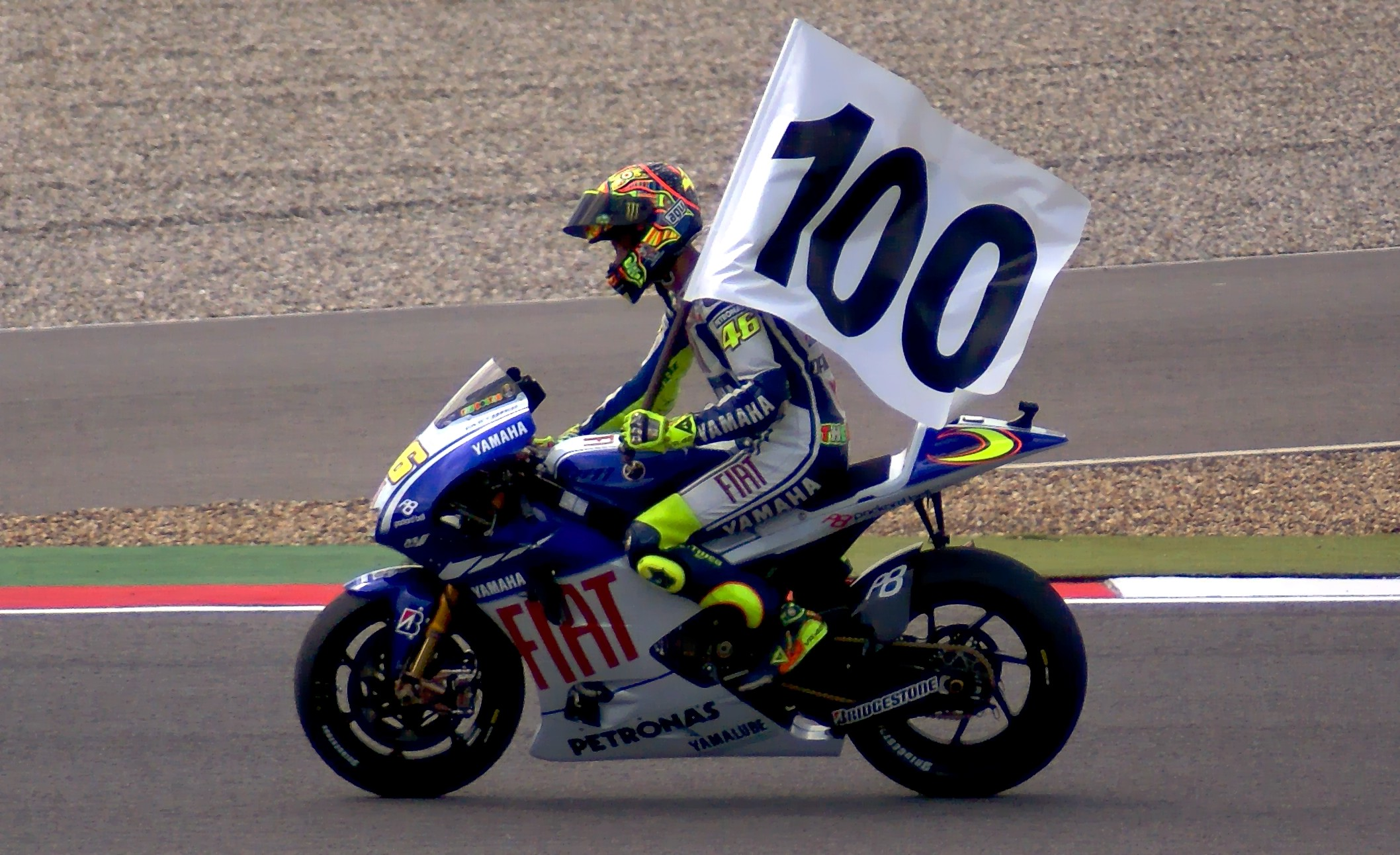
Valentino Rossi 2009 nach seinem 100. Grand-Prix-Sieg bei der Dutch TT in assen.

## Motorradsport

### Motorrad-Weltmeisterschaft
- Motorrad-Weltmeisterschaft 2009

#### MotoGP-Klasse (800 cm³)
- Weltmeister in der MotoGP-Klasse (800 cm³) wird der Italiener Valentino Rossi auf Yamaha vor den Spaniern Jorge Lorenzo (ebenfalls Yamaha) und Dani Pedrosa (Honda). Für den 30-jährigen Rossi ist dies bereits der neunte WM-Titel seiner Laufbahn. In der Konstrukteurswertung setzt sich Yamaha vor Honda und Ducati durch.

#### 250-cm³-Klasse
- In der letztmals ausgetragenen 250-cm³-Klasse gewinnt der 28-jährige Japaner Hiroshi Aoyama auf Honda den Titel. Zweiter wird der Spanier Héctor Barberá auf Aprilia, Dritter der Italiener Marco Simoncelli auf Gilera. In der Konstrukteurswertung setzt sich Aprilia vor Honda und Gilera durch

#### 125-cm³-Klasse
- Den Titel in der 125-cm³-Klasse gewinnt der Spanier Julián Simón auf Aprilia vor dem Briten Bradley Smith und dem Spanier Nicolás Terol (beide ebenfalls Aprilia). In der Konstrukteurswertung setzt sich Aprilia vor Derbi und KTM durch.

### Superbike-Weltmeisterschaft
- Der US-Amerikaner Ben Spies (Yamaha) gewinnt die Fahrerwertung vor Noriyuki Haga aus Japan und dem Italiener Michel Fabrizio (beide Ducati). Die Konstrukteurswertung gewinnt Ducati aus Italien vor den japanischen Herstellern Yamaha und Honda.

Details: Superbike-Weltmeisterschaft 2009

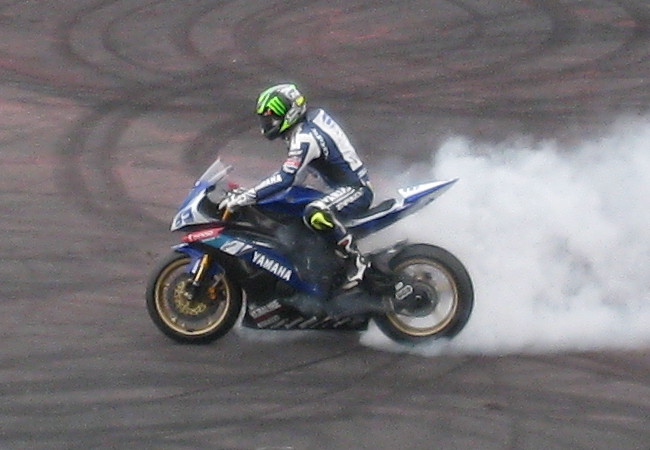
Cal Crutchlow 2009 auf Yamaha nach seinem Sieg am Nürburgring.

### Supersport-Weltmeisterschaft
- Der 24-jährige Brite Cal Crutchlow gewinnt auf Yamaha vor dem Iren Eugene Laverty und dem Türken Kenan Sofuoğlu (beide Honda) die Fahrerwertung. In der Konstrukteurswertung setzt sich Honda gegen Yamaha und Kawasaki durch.

Details: Supersport-Weltmeisterschaft 2009

### Internationale Deutsche Motorradmeisterschaft
- IDM-Saison 2010

### Isle of Man TT
- Bei den zwischen dem 8. und 13. Juni ausgetragenen Straßenrennen auf der Isle of Man gewinnt der Brite Ian Lougher auf Honda auf dem Billown Circuit das Ultra-Lightweight-Rennen A sowie beide Lightweight-Läufe. Im Ultra-Lightweight-Rennen B siegt Chris Palmer ebenfalls (Honda).
- Auf dem Mountain Course gewinnt Ian Hutchinson auf Honda das Junior-Rennen A sowie das Superstock-Rennen. Michael Dunlop (Yamaha) siegt im Junior-Rennen B, John McGuinness (Honda) im Superbike-Lauf und Steve Plater (Honda) im Senior-Rennen.
- Das TTXGP-PRO-Rennen gewinnt der Brite Rob Barber auf AGNI und das TTXGP-OPEN-Rennen der Chris Heath auf Electric Motorsport.
- In der Seitenwagen-Klasse gewinnt das einheimische Duo Dave Molyneux / Daniel Sayle auf DMR-Honda Rennen A. Das zweite Rennen wird nach einem Unfall abgebrochen und nicht neu gestartet.

## Orientierungslauf
- 18. August bis 23. August – Im ungarischen Miskolc werden die 26. Orientierungslauf-Weltmeisterschaften ausgetragen. Die Schweiz wird erfolgreichste Nation. Daniel Hubmann gewinnt sowohl den Lauf über die lange Distanz als auch mit der Schweizer Staffel.

## Pesäpallo
- Finnland gewinnt in Pori die Pesäpallo-Weltmeisterschaft vor Deutschland und Australien.

## Radsport

### Bahnradsport
- 26. März bis 29. März – Im polnischen Pruszków findet die Bahnrad-Weltmeisterschaft 2009 statt.

## Rodeln

### Naturbahnrodeln
- 12. Februar bis 15. Februar – In Moos in Passeier in Südtirol, Italien wird die 17. Naturbahnrodel-Weltmeisterschaft ausgetragen. Italien gelingt der Triumph in allen vier Kategorien: Im Frauen-Einsitzer siegt Renate Gietl, bei den Männern Patrick Pigneter. Im Herren-Doppelsitzer setzten sich Pigneter und Florian Clara durch. In der Mixed-Staffel hat Italien die Nase vor Österreich und Russland vorne.

### Rennrodeln
- 6. Februar und 7. Februar – In Lake Placid, USA, finden die 41. Rennrodel-Weltmeisterschaften statt. Bei den Frauen siegt Erin Hamlin (USA) vor Natalie Geisenberger (Deutschland) und Natalja Nakuschenko (Ukraine). Beim Herren-Einsitzer wird der Deutsche Felix Loch Weltmeister vor Armin Zöggeler aus Italien und dem Österreicher Daniel Pfister. Im Doppelsitzer gewinnt das italienische Duo Gerhard Plankensteiner/Oswald Haselrieder vor André Florschütz/Torsten Wustlich (Deutschland) und Mark Grimmette/Brian Martin aus den Vereinigten Staaten. Den Team-Wettbewerb gewinnt Deutschland vor Österreich und Lettland. Deutschland ist auch im Medaillenspiegel erster.

## Ringen
- 31. März bis 5. April – In Vilnius, Lettland, werden die Ringer-Europameisterschaften 2009 durchgeführt. Sechs Goldmedaillen gewinnt das russische Team während das Freistilturnier von Ringern aus Aserbaidschan beherrscht wird. Bis auf zwei Ausnahmen (Schweden und Finnland) gehen alle Medaillen an Staaten aus Osteuropa.
- 21. September bis 27. September – In Herning, Dänemark, werden die Ringer-Weltmeisterschaften 2009 ausgetragen. Die Türkei wird erstmals in der Weltmeisterschaftsgeschichte erfolgreichste Nation im griechisch-römischen Stil. Russland führt die Wertung im freien Stil an und bei den Frauen steht erstmals Aserbaidschan ganz vorne im Medaillenspiegel.

Alle Weltmeister und Weltmeisterinnen 2009 im Ringen:
| Kategorie | Griechisch-römisch      | Freistil              | Frauen            |
| --------- | ----------------------- | --------------------- | ----------------- |
| 1         | Hamid Soryan Reihanpour | Yang Kyong-il         | Mariya Stadnik    |
| 2         | Islambek Albijew        | Bessik Kuduchow       | Sofia Mattsson    |
| 3         | Fərid Mansurov          | Mehdi Taghavi         | Saori Yoshida     |
| 4         | Selçuk Çebi             | Denis Zargusch        | Julia Ratkewitsch |
| 5         | Nazmi Avluca            | Sajurbek Sochijew     | Mio Nishimaki     |
| 6         | Balázs Kiss             | Chadschimurad Gazalow | Martine Dugrenier |
| 7         | Mijaín López            | Biljal Machow         | Qin Xiaoqing      |

## Rudern
- 29. März – Auf der Themse in London findet das 155. Boat Race zwischen den Achter-Mannschaften der Universitäten von Oxford und Cambridge statt. Oxford gewinnt mit einer Zeit von 17:53 Minuten.
- 23. August bis 30. August – In Polen wird die 34. Ruder-Weltmeisterschaften ausgetragen. Die Wettbewerbe finden auf dem Malta-See bei Posen statt.

## Rugby
Anfang Oktober 2009 entschied das IOC, dass Rugby und Golf wieder olympischen Status erlangen. Somit wird bei den Olympischen Sommerspielen 2016 in Rio de Janeiro erstmals seit 1924 wieder ein olympisches Rugbyturnier stattfinden.

### Rugby-Union
- 21. März – Irland gewinnt das Six-Nations-Turnier 2009 ohne eine Niederlage vor England und Frankreich. Titelverteidiger Wales wird 4. Riki Flutey (England) und Brian O’Driscoll (Irland) sind die Spieler mit den meisten Versuchen (beide 4). Der Ire Ronan O’Gara erzielt mit 56 Punkten die meisten Punkte in den insgesamt fünf Spielen.

### Siebener-Rugby
- 15. März bis 17. März – 5. 7er-Rugby-Weltmeisterschaft in Dubai. Wales schlägt im Finale Argentinien mit 19:12.

## Schach
- 5. März bis 19. März – In Budva (Montenegro) findet die Europäische Einzelmeisterschaft im Schach statt. Es gewinnt der Russe Jewgeni Tomaschewski.
- 26. April bis 4. Mai – Im griechischen Thessaloniki findet die Weltmeisterschaft der Amateure statt.

## Schießsport
- 19. Februar und 22. Februar – In Prag findet die Europameisterschaft im Schießen (10 Meter) statt.
- 2. März bis 8. März – In Rzeszów, Polen, findet die Weltmeisterschaft im Schießen (Bogen, Halle) statt.
- 24. März bis 29. März – Im kroatischen Malinska wird die Europameisterschaft im Schießen (Feldarmbrust, Halle) veranstaltet.
- 1. Oktober bis 9. Oktober – Im südkoreanischen Ulsan findet die Weltmeisterschaft im Bogenschießen statt.

## Shorttrack
- 16. Januar bis 18. Januar – In Turin wird die 13. Europameisterschaft im Shorttrack ausgetragen. In der Gesamtwertung liegt bei den Damen die Italienerin Arianna Fontana vor der Tschechin Kateřina Novotná und bei den Herren Nicola Rodigari aus Italien vor Haralds Silovs aus Lettland auf dem ersten Rang.
- 6. März bis 8. März – In Wien wird die Shorttrack-Weltmeisterschaft 2009 ausgetragen.

## Skeleton
- 20. Februar bis 1. März – In Lake Placid, USA, findet die 21. Skeleton-Weltmeisterschaft statt. Die Skeleton-WM wird parallel zur Bob-Weltmeisterschaft 2009 ausgetragen.

## Ski Alpin
- 2. Februar bis 15. Februar – In Val-d’Isère finden die 40. Alpine Skiweltmeisterschaften statt. 504 Athleten aus 73 Nationen nehmen an den 10 Wettbewerben teil. Die Schweiz wird erfolgreichste Nation vor Österreich und den Vereinigten Staaten.

Bei den Männern heißen die Sieger John Kucera (Kanada) in der Abfahrt, Didier Cuche (Schweiz) im Super-G, Carlo Janka (Schweiz) im Riesenslalom, Manfred Pranger (Österreich) im Slalom und Aksel Lund Svindal (Norwegen) in der Super-Kombination.
Bei den Frauen sind Lindsey Vonn (USA) in der Abfahrt und im Super-G, Kathrin Hölzl (Deutschland) im Riesenslalom, Maria Riesch (Deutschland) im Slalom und Kathrin Zettel (Österreich) in der Super-Kombination erfolgreich.
- 7. November – Der neu gegründete Europäische Skiverband veranstaltet in der Skihalle von Amnéville das einzige Mal eine Europameisterschaft. In diesem K.-o.-Slalom werden der Franzose Jean-Baptiste Grange und die Slowakin Veronika Zuzulová die ersten Europameister im alpinen Skilauf.

## Ski Nordisch

### Weltmeisterschaft

Logo der Nordischen Skiweltmeisterschaften 2009 in Liberec

- 18. Februar bis 1. März – Im tschechischen Liberec werden die 47. Nordischen Skiweltmeisterschaften veranstaltet. Mit dem Skisprung-Wettbewerb der Frauen wurde eine neue Disziplin in das Weltmeisterschaftsprogramm aufgenommen.

Am Ende der 20 Wettbewerbe behauptet Norwegen seine Vormachtstellung im nordischen Skisport. Mit 12 Medaillen (5 Gold-, 4 Silber- und 3 Silbermedaillen) führt Norwegen den Medaillenspiegel souverän vor den Vereinigten Staaten und Finnland an, dass erstmals seit 1999 keine Medaille im Skispringen gewinnt.

### Nordische Kombination
- 29. November 2008 bis 15. März – Nach 23 Wettbewerben heißt der Weltcup-Gesamtsieger 2009 in der Nordischen Kombination Anssi Koivuranta. Der Finne verweist den Norweger Magnus Moan und den US-Amerikaner Bill Demong auf die Plätze. In der Nationenwertung gewinnt die deutsche Mannschaft vor Norwegen und Österreich.

Weltmeisterschaften 2009:
- 19. Februar und 20. Februar – Im 10-km-Massenstart/Normalschanze-Wettbewerb gewinnt der US-Amerikaner Todd Lodwick vor Tino Edelmann aus Deutschland und Jason Lamy Chappuis aus Frankreich.
- 22. Februar – Im Einzel (Normalschanze und 10-km-Langlauf) gewinnt Todd Lodwick seine zweite Goldmedaille. Silber und Bronze gehen an Jan Schmid aus Norwegen und an den US-Amerikaner Bill Demong.
- 26. Februar – Japan (Yūsuke Minato, Taihei Katō, Akito Watabe, Norihito Kobayashi) gewinnt den Mannschaftswettbewerb (Großschanze und 4 × 5 km) vor Deutschland und Norwegen.
- 28. Februar – Auch im zweiten Einzel (Großschanze und 10-km-Langlauf) triumphiert mit Bill Demong ein Amerikaner. Björn Kircheisen sichert Deutschland eine weitere Silbermedaille vor dem Franzosen Jason Lamy Chappuis.

### Skilanglauf
- 4. Januar – Der Schweizer Dario Cologna und die Finnin Virpi Kuitunen gewinnen die Tour de Ski 2008/2009. Cologna gelingt der Triumph ohne ein einziges Rennen zu gewinnen während Kuitunen drei von sieben Läufen für sich entscheidet. Für Kuitunen ist es nach 2006/07 der zweite Gewinn der Serie.
- 22. November 2008 bis 22. März – Skilanglauf-Weltcup 2008/09: Den Gesamtweltcup der Herren gewinnt nach 31 Rennen der Schweizer Dario Cologna, der im Januar die Tour de Ski gewann, mit über hundert Punkten Vorsprung auf den Norweger Petter Northug. Auf den dritten Platz kommt Ola Vigen Hattestad, der ebenfalls aus Norwegen stammt. Den Distanzweltcup entscheidet der Italiener Pietro Piller Cottrer, den Sprintweltcup Ola Vigen Hattestad für sich. In der Nationenwertung siegt Norwegen.

Bei den Frauen gewinnt die Polin Justyna Kowalczyk mit exakt hundert Punkten Vorsprung vor der Slowenin Petra Majdič. Den dritten Platz sichert sich die Finnin Aino-Kaisa Saarinen. Kowalczyk ist auch die Siegerin im Distanzweltcup. Petra Majdič gewinnt den Sprintweltcup, Finnland die Nationenwertung.
Weltmeisterschaften 2009:
- 19. Februar – Den Weltmeisterschaftslauf über 10 km klassisch der Frauen gewinnt Aino-Kaisa Saarinen aus Finnland vor Marianna Longa (Italien) und Justyna Kowalczyk (Polen).
- 20. Februar – Der Este Andrus Veerpalu wird Weltmeister über 15 km klassisch. Auf den Plätzen zwei und drei folgen der Tscheche Lukáš Bauer und der Finne Matti Heikkinen.
- 21. Februar – Das 15-km-Verfolgungsrennen entscheidet die Polin Justyna Kowalczyk vor der Norwegerin Kristin Størmer Steira und der Finnin Aino-Kaisa Saarinen für sich.
- 22. Februar – Petter Northug aus Norwegen gewinnt das 30-km-Verfolgungsrennen vor Anders Södergren aus Schweden und Giorgio Di Centa aus Italien.
- 24. Februar – Im Freistil-Sprint der Frauen siegt Arianna Follis aus Italien vor Kikkan Randall (USA) und der Finnin Pirjo Muranen.
- 24. Februar – Im Freistil-Sprint siegt der Norweger Ola Vigen Hattestad vor seinem Landsmann Johan Kjølstad und dem Russen Nikolai Morilow.
- 25. Februar – Im Teamsprint der Frauen siegen Saarinen/Kuitunen aus Finnland vor Olsson/Andersson aus Schweden und Longa/Follis aus Italien.
- 25. Februar – Im Teamsprint siegen Kjølstad/Hattestad vor dem Deutschen Paar Angerer/Teichmann und den Finnen Nousiainen/Jauhojärvi.
- 26. Februar – Finnland (Pirjo Muranen, Virpi Kuitunen, Riitta-Liisa Roponen, Aino-Kaisa Saarinen) gewinnt die 4 × 5-km-Staffel der Frauen vor Deutschland und Schweden.
- 27. Februar – Die 4 × 10-km-Staffel der Herren entscheidet Norwegen (Eldar Rønning, Odd-Bjørn Hjelmeset, Tore Ruud Hofstad, Petter Northug) vor Deutschland und Finnland für sich.
- 1. März – Im letzten Wettbewerb der Weltmeisterschaften gewinnt der Norweger Petter Northug seine dritte Goldmedaille. Im 50-km-Skimarathon gewinnt Northug vor dem Russen Maxim Wylegschanin und Tobias Angerer aus Deutschland.

### Skispringen
- 6. Januar – Der Österreicher Wolfgang Loitzl gewinnt die 57. Vierschanzentournee. Zweiter wird der Schweizer Simon Ammann vor dem Österreicher Gregor Schlierenzauer.
- 6. Februar bis 15. Februar – Norwegen gewinnt die erstmals ausgetragene FIS-Team-Tour. Bei den fünf Springen in Willingen (HS 145), Klingenthal (HS 140) und Oberstdorf (HS 213; Skifliegen) gewinnen die Norweger vor Österreich und Finnland.

Weltmeisterschaften 2009:
- 20. Februar – Die US-Amerikanerin Lindsey Van trägt sich als erste Weltmeisterin im Skispringen der Frauen ein. Sie siegt vor der Deutschen Ulrike Gräßler und Anette Sagen aus Norwegen.
- 21. Februar – Wolfgang Loitzl aus Österreich gewinnt das Springen von der Normalschanze vor seinem Landsmann Gregor Schlierenzauer und dem Schweizer Simon Ammann.
- 27. Februar – Großschanze (Herren): Nachdem der zweite Durchgang zweimal wegen starken Schneefalls abgebrochen werden musste, wird der Sieger des ersten Durchgangs, Andreas Küttel aus der Schweiz, Weltmeister vor Martin Schmitt aus Deutschland und Anders Jacobsen aus Norwegen.
- 28. Februar – Großschanze (Herren): In der Mannschaft gewinnt Österreichs Team mit den Springern Wolfgang Loitzl, Thomas Morgenstern, Gregor Schlierenzauer und Martin Koch vor den Staffeln aus Norwegen und Japan.

## Snooker

### Main Tour 2008/2009
Siehe auch: Snooker-Saison 2008/09
Die Main Tour Turniere der Saison 2008/09, die 2009 stattfanden, brachten folgende Ergebnisse:
| Datum                            | Turnier            | Austragungsort | Art                   | Sieger            | Finalist     | Ergebnis |
| 11. Januar bis 18. Januar 2009   | Masters            | London         | Einladungsturnier     | Ronnie O’Sullivan | Mark Selby   | 10:8     |
| 16. Februar bis 22. Februar 2009 | Welsh Open         | Newport        | Weltranglistenturnier | Allister Carter   | Joe Swail    | 9:5      |
| 30. März bis 5. April 2009       | China Open         | Peking         | Weltranglistenturnier | Peter Ebdon       | John Higgins | 10:8     |
| 18. April bis 4. Mai 2009        | World Championship | Sheffield      | Weltranglistenturnier | John Higgins      | Shaun Murphy | 18:9     |

Der Erstplatzierte der Weltrangliste war nach dieser Saison Ronnie O’Sullivan.

### Main Tour 2009/2010
Siehe auch: Snooker-Saison 2009/10
Die Main Tour Turniere der Saison 2009/10, die 2009 stattfanden, brachten folgende Ergebnisse:
| Datum                               | Turnier               | Austragungsort | Art                   | Sieger            | Finalist     | Ergebnis |
| 4. Juni bis 7. Juni 2009            | Jiangsu Classic 2009  | Nanjing        | Einladungsturnier     | Mark Allen        | Ding Junhui  | 6 : 0    |
| 7. September bis 13. September 2009 | Shanghai Masters 2009 | Shanghai       | Weltranglistenturnier | Ronnie O’Sullivan | Liang Wenbo  | 10 : 5   |
| 3. Oktober bis 11. Oktober 2009     | Grand Prix 2009       | Glasgow        | Weltranglistenturnier | Neil Robertson    | Ding Junhui  | 9 : 4    |
| 5. Dezember bis 13. Dezember 2009   | UK Championship 2009  | Telford        | Weltranglistenturnier | Ding Junhui       | John Higgins | 10 : 8   |

## Snowboard
- 15. Januar bis 25. Januar – In der südkoreanischen Provinz Gangwon findet die 8. Snowboard-Weltmeisterschaft statt. Bei den Männern gehen die Titel an den Österreicher Markus Schairer im Snowboardcross, Jasey-Jay Anderson aus Kanada im Parallel-Riesenslalom, Benjamin Karl aus Österreich im Parallelslalom, Ryō Aono aus Japan im Halfpipe-Wettbewerb und Markku Koski aus Finnland im Big Air.

Bei den Frauen gewinnen Helena Olafsen aus Norwegen im Snowboardcross, Marion Kreiner aus Österreich im Parallel-Riesenslalom, Fränzi Mägert-Kohli aus der Schweiz im Parallelslalom und Liu Jiayu aus China im Halfpipe-Wettbewerb.
Im Medaillenspiegel führt Österreich das Tableau vor der Schweiz und Kanada an.

## Tanzsport
- 18. April – In Aarhus (Dänemark) findet die Europameisterschaft der Profis im Latein-Tanzen statt.

## Tauziehen
- 19. September und 20. September – Im niederländischen Assen finden die Europameisterschaften im Tauziehen statt. Es werden insgesamt acht Titel vergeben.

## Tennis

### Grand-Slam-Turniere
| Turnier                                    | Herren                              | Ergebnis            | Damen                            | Ergebnis | Herren-Doppel                  | Ergebnis        | Damen-Doppel                            | Ergebnis | Mixed                           | Ergebnis     |
| ------------------------------------------ | ----------------------------------- | ------------------- | -------------------------------- | -------- | ------------------------------ | --------------- | --------------------------------------- | -------- | ------------------------------- | ------------ |
| 19. Januar bis 1. Februar: Australian Open | Rafael Nadal Roger Federer          | 7 3 7 3 6 5 6 6 6 2 | Serena Williams Dinara Safina    | 6 0 3    | Bryan/ Bryan Bhupathi/ Knowles | 2 7 6 5 0       | Williams/ Williams Hantuchová/ Sugiyama | 6 3 3    | Mirza/ Bhupathi Dechy/ Ram      | 6 3 1        |
| 24. Mai bis 7. Juni: French Open           | Roger Federer Robin Söderling       | 6 7 6 1 6 4         | Swetlana Kusnezowa Dinara Safina | 6 4 2    | Dlouhý/ Paes Moodie/ Norman    | 3 6 3 2         | Garrigues/ Pascual Asaranka/ Wesnina    | 6 1 1    | Huber/ Bryan King/ Melo         | 5 7 10 7 6 7 |
| 22. Juni bis 5. Juli: Wimbledon            | Roger Federer Andy Roddick          | 5 7 3 16 7 6 6 6 14 | Serena Williams Venus Williams   | 7 6 6 2  | Nestor/ Zimonjić Bryan/ Bryan  | 7 6 7 6 6 7 6 3 | Williams/ Williams Stosur/ Stubbs       | 7 6 6 4  | Grönefeld/ Knowles Black/ Paes  | 7 6 5 3      |
| 31. August bis 13. September: US Open      | Juan Martín del Potro Roger Federer | 3 7 4 7 6 6 6 6 2   | Kim Clijsters Caroline Wozniacki | 7 5 6 3  | Dlouhý/ Paes Bhupathi/ Knowles | 3 6 3 2         | Williams/ Williams Black/ Huber         | 6 2 2    | Gullickson/ Parrott Black/ Paes | 6 2 4        |

### World Tour Finals

#### ATP Tour Finals
| Finale                     | Einzel                                  | Ergebnis | Doppel                                       | Ergebnis |
| -------------------------- | --------------------------------------- | -------- | -------------------------------------------- | -------- |
| 22.–29. November in London | Nikolai Dawydenko Juan Martín del Potro | 6 3 4    | Bob Bryan / Mike Bryan Maks Mirny / Andy Ram | 7 6 6 3  |

#### WTA Championships
| Finale                | Einzel                  | Ergebnis | Doppel                                            | Ergebnis      |
| --------------------- | ----------------------- | -------- | ------------------------------------------------- | ------------- |
| 27.10.–01.11. in Doha | S. Williams V. Williams | 6 7 2 6  | Llagostera Vives / Martinez Sanchez Black / Huber | 7 5 10 6 7 07 |

### World Team Cup
| Finale                    | Begegnung           | Ergebnis |
| ------------------------- | ------------------- | -------- |
| 17.–23. Mai in Düsseldorf | Serbien Deutschland | 2 1      |

### Davis-Cup
| Finale                      | Begegnung          | Ergebnis |
| --------------------------- | ------------------ | -------- |
| 4.–6. Dezember in Barcelona | Spanien Tschechien | 5 0      |

### Fed-Cup
| Finale                            | Begegnung                  | Ergebnis |
| --------------------------------- | -------------------------- | -------- |
| 7.–8. November in Reggio Calabria | Italien Vereinigte Staaten | 4 0      |

### Hopman-Cup
| Finale                | Begegnung         | Ergebnis |
| --------------------- | ----------------- | -------- |
| 3.–9. Januar in Perth | Slowakei Russland | 2 1 0    |

1Das Mixed wurde nach der 2:0-Führung nicht mehr ausgetragen.

## Tischtennis
- 28. April bis 5. Mai – Im japanischen Yokohama findet die 51. Tischtennisweltmeisterschaft statt. Die Volksrepublik China gewinnt alle Titel.
  - Das Finale im Herreneinzel gewinnt der Chinese Wang Hao mit 4:0 gegen seinen Landsmann Wang Liqin. Mit Ma Long und Ma Lin gehen die beiden Bronzemedaillen ebenfalls nach China. Im Herrendoppel gewinnt Wang Hao zusammen mit Chen Qi im Finale mit 4:1 über Ma Long/Xu Xin (ebenfalls China).
  - Das Finale im Dameneinzel gewinnt Zhang Yining aus China nach einem 0:2-Rückstand gegen Guo Yue noch mit 4:2. Die Bronzemedaillen gehen an ihre Landsfrauen Li Xiaoxia und Liu Shiwen. Im Doppel siegen Guo Yue/Li Xiaoxia über Ding Ning/Guo Yan (China).
  - Im Mixed gewinnt die Paarung Cao Zhen/Lie Ping mit 4:2 über Mu Zi/Zhang Jike.
- 13. September bis 20. September – In Stuttgart findet die 28. Tischtennis-Europameisterschaft statt.
  - Bei den Damen gewinnt die Deutsche Wu Jiaduo die Einzelkonkurrenz vor Marharyta Pessozka aus der Ukraine und den Bronzemedaillengewinnerinnen Wiktoria Pawlowitsch aus Belarus und Rūta Paškauskienė aus Litauen. Im Doppel siegt die rumänische Paarung Elizabeta Samara/Daniela Dodean vor Nikoleta Stefanova/Wenling Tan Monfardini aus Italien. Das Mannschaftsfinale entscheidet die Niederlande (mit den Spielerinnen Li Jiao, Li Jie und Jelena Timina) durch ein 3:1-Erfolg über Polen für sich.
  - Bei den Herren heißt der Einzelsieger Michael Maze. Der Däne setzte sich im Finale mit 4:1 gegen den Österreicher Werner Schlager durch. Bronze sichern sich Timo Boll aus Deutschland und Fjodor Kusmin aus Russland. Im Doppel hat Timo Boll zusammen mit Christian Süß die Nase vorn: Im Endspiel setzen sie sich mit 4:2 gegen das polnische Doppel Wang Zeng Yi/Lucjan Błaszczyk durch. Das Mannschaftsfinale kann ebenfalls Deutschland gewinnen. Boll, Süß und Dimitrij Ovtcharov schlagen Dänemark nach zwei Siegen des Dänen Michael Maze noch mit 3:2.

## Turnen
- 2. April bis 5. April – In Mailand werden die Turn-Europameisterschaften der Männer und Frauen veranstaltet. Deutschland wird erfolgreichste Nation bei den Männern, Großbritannien bei den Frauen. Die Sieger im Mehrkampf heißen Xenija Semjonowa (Russland) bei den Frauen und Fabian Hambüchen (Deutschland) bei den Männern. Die Britin Elizabeth Tweddle entscheidet die Finals im Stufenbarren und am Boden für sich und gewinnt somit zwei Goldmedaillen.
- 12. Oktober bis 18. Oktober – In London finden die 41. Weltmeisterschaften im Turnen statt. Die Sieger im Mehrkampf heißen Bridget Sloan (USA) bei den Frauen und bei den Männern Kōhei Uchimura (Japan). Erfolgreichste Nation bei den Herren wird China. Die USA gewinnt die entsprechende Wertung bei den Frauen.

## Wasserspringen
- 1. April bis 5. April – In Turin findet die Europameisterschaft im Wasserspringen statt.

## Doping
- Ein Tag vor Beginn der Biathlon-Weltmeisterschaften im Februar in Pyeongchang wurden Jekaterina Jurjewa, Albina Achatowa und Dmitri Jaroschenko (alle Russland) nach Öffnung der B-Probe vom Weltcup in Östersund im Dezember 2008 des Dopings überführt.
- Dem libanesischen Ski-Rennläufer Georges Salameh wird bei den Weltmeisterschaften in Val d’Isere Spuren von Kokain nachgewiesen.
- Die russische Skilangläuferin Natalja Matwejewa wird beim Weltcup in Whistler positiv auf EPO getestet.
- Nachdem am 7. Februar die Fußball-Profis Andreas Ibertsberger und Christoph Janker von der TSG 1899 Hoffenheim nach einem Spiel in der deutschen Bundesliga gegen Borussia Mönchengladbach (1:1) zu spät zu einer Dopingkontrolle erscheinen, kommt es zu weitläufigen Diskussionen um diesen Fall. Schließlich werden die beiden Spieler, deren Proben negativ waren, freigesprochen. Hoffenheim wird zu einer Geldstrafe verurteilt.
- Die im Oktober 2008 wegen EPO-Dopings für zwei Jahre gesperrte österreichische Triathletin Lisa Hütthaler gibt im März 2009 Details über die Vorwürfe in ihrem Fall bekannt.
- Der deutsche Radprofi David Kopp wird des Kokain-Doping während eines nationalen Rennens in Belgien am 11. September 2008 überführt.
- Die russischen Biathleten Andrej Prokunien (WM-4. 2001) und Veronika Timofejewa (2. Platz Universiade 2003) werden Mitte März positiv auf R-Epo-Doping getestet.
- Bei den nationalen russischen Hallenmeisterschaften in der Leichtathletik im Februar sollen der 1500-m-Lauf-Sieger Wladimir Eschow und die 1500-m-Läuferin Jelena Kanales positiv auf Epo getestet worden seien.
- Der österreichische Radfahrer Christian Pfannberger wird positiv auf EPO getestet. Pfannberger war bereits 2004 positiv getestet worden.
- Der deutsche Radfahrer Stefan Schumacher wird des Doping-Missbrauchs überführt. Auch der italienische Profi Davide Rebellin, der olympische Silbermedaillengewinner im Straßenrennen, wird positiv auf EPO getestet.
- Dem US-amerikanischen Radrennfahrer Tyler Hamilton wird im April zum zweiten Mal nach 2006 Doping nachgewiesen.
- Isabell Werths Dressur-Pferd Whisper wird positiv getestet.
- Die deutsche Eisschnellläuferin Claudia Pechstein wird aufgrund verdächtiger Testwerte gesperrt.
- Das Pferd Tackeray des britischen Springreiter Michael Whitaker wird im Juni positiv auf Altrenogest getestet.
- Im Juli werden die spanischen Rad-Profis Inigo Landaluza und Ricardo Serrano des Missbrauchs des Blutdopingmittels EPO überführt. Die positiven Proben stammten vom Juni.

## Geboren
- 01. Januar: Hend Zaza, syrische Tischtennisspielerin
- 05. Januar: Mychajlo Larkow, ukrainischer Billardspieler

- 02. März: Sumire Nakamura, japanische Go-Spielerin

- 28. September: Cavan Sullivan, US-amerikanischer Fußballspieler

- Christanna Charles, grenadische Leichtathletin

## Gestorben
Für die ausführlichere Liste der Verstorbenen siehe Nekrolog 2009.

### Januar

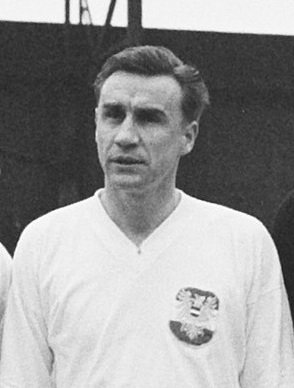
Karl Koller (1964)

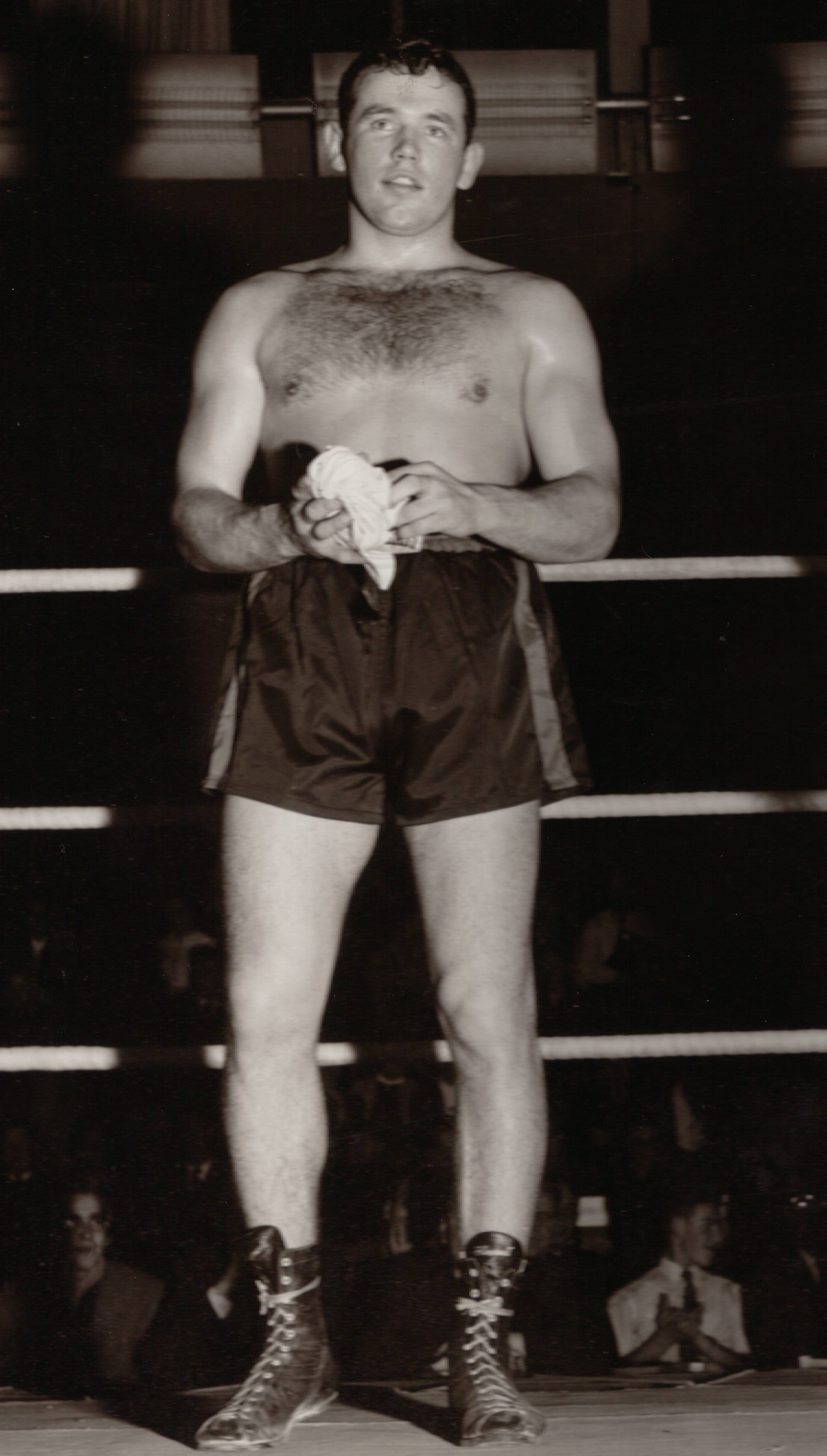
Ingemar Johansson

- 02. Januar: Marin Morrison, US-amerikanische Schwimmerin (* 1990)
- 02. Januar: Nick Scandone, US-amerikanischer Segler (* 1966)
- 03. Januar: Luca Gelfi, italienischer Radrennfahrer (* 1966)
- 04. Januar: Leo Clijsters, belgischer Fußballspieler (* 1956)
- 04. Januar: Ivan Gubijan, jugoslawischer Hammerwerfer (* 1923)
- 07. Januar: Jackie Epstein, britischer Rennfahrer (* 1933)
- 07. Januar: Alfie Conn senior, schottischer Fußballspieler (* 1926)
- 09. Januar: István Antal, rumänischer Eishockeyspieler und -trainer (* 1958)
- 09. Januar: René Herms, deutscher Leichtathlet (* 1982)
- 09. Januar: Laurence Mitchell, britischer Automobilrennfahrer (* 1921)
- 09. Januar: Kaarle Ojanen, finnischer Schachspieler (* 1918)
- 09. Januar: Maria Oversloot, niederländische Schwimmerin (* 1914)
- 10. Januar: Dante Lavelli, US-amerikanischer American-Football-Spieler (* 1923)
- 10. Januar: Pauli Salonen, finnischer Skisportler (* 1916)
- 10. Januar: Sidney Wood, US-amerikanischer Tennisspieler (* 1911)
- 12. Januar: Friaça, brasilianischer Fußballspieler (* 1924)
- 13. Januar: Peter Ward, britischer Leichtathlet (* 1913)
- 14. Januar: Ayman Alkurd, palästinensischer Fußballspieler (* 1974)
- 14. Januar: Kurt Mondschein, deutscher Fußballspieler (* 1926)
- 14. Januar: Wajeh Moshtahe, palästinensischer Fußballspieler (* 1984)
- 14. Januar: Leo Rwabwogo, ugandischer Boxer (* 1949)
- 14. Januar: Shadi Sbakhe, palästinensischer Fußballspieler (* 1981)
- 14. Januar: Gennadi Schatkow, russischer Boxer (* 1932)
- 16. Januar: Eugenio Saini, italienischer Endurosportler (* 1939)
- 17. Januar: Tomislav Crnković, jugoslawischer Fußballspieler (* 1929)
- 19. Januar: John Davies, kanadischer Eishockeyspieler (* 1928)
- 19. Januar: José Torres, US-amerikanischer Boxer (* 1936)
- 20. Januar: Johnny Dixon, englischer Fußballspieler (* 1923)
- 21. Januar: Vic Crowe, walisischer Fußballspieler (* 1932)
- 21. Januar: Peter Persidis, österreichischer Fußballspieler und -trainer (* 1947)
- 22. Januar: Sveinn Ingvarsson, isländischer Leichtathlet (* 1914)
- 22. Januar: Clément Pinault, französischer Fußballspieler (* 1985)
- 23. Januar: Falco Fröhner, deutscher Sportreporter (* 1945)
- 23. Januar: Héctor Rossetto, argentinischer Schachspieler (* 1922)
- 24. Januar: Fernando Cornejo, chilenischer Fußballspieler (* 1969)
- 24. Januar: Karl Koller, österreichischer Fußballspieler (* 1929)
- 24. Januar: Kay Yow, US-amerikanische Baseballtrainerin (* 1932)
- 28. Januar: Glenn Davis, US-amerikanischer Hürdenläufer und Olympiasieger (* 1934)
- 28. Januar: Gyula Pálóczi, ungarischer Weit- und Dreispringer (* 1962)
- 30. Januar: Safar Iranpak, iranischer Fußballspieler (* 1942)
- 30. Januar: Ingemar Johansson, schwedischer Boxer und Weltmeister (* 1932)
- 31. Januar: Harry Hill, britischer Radrennfahrer (* 1916)

### Februar

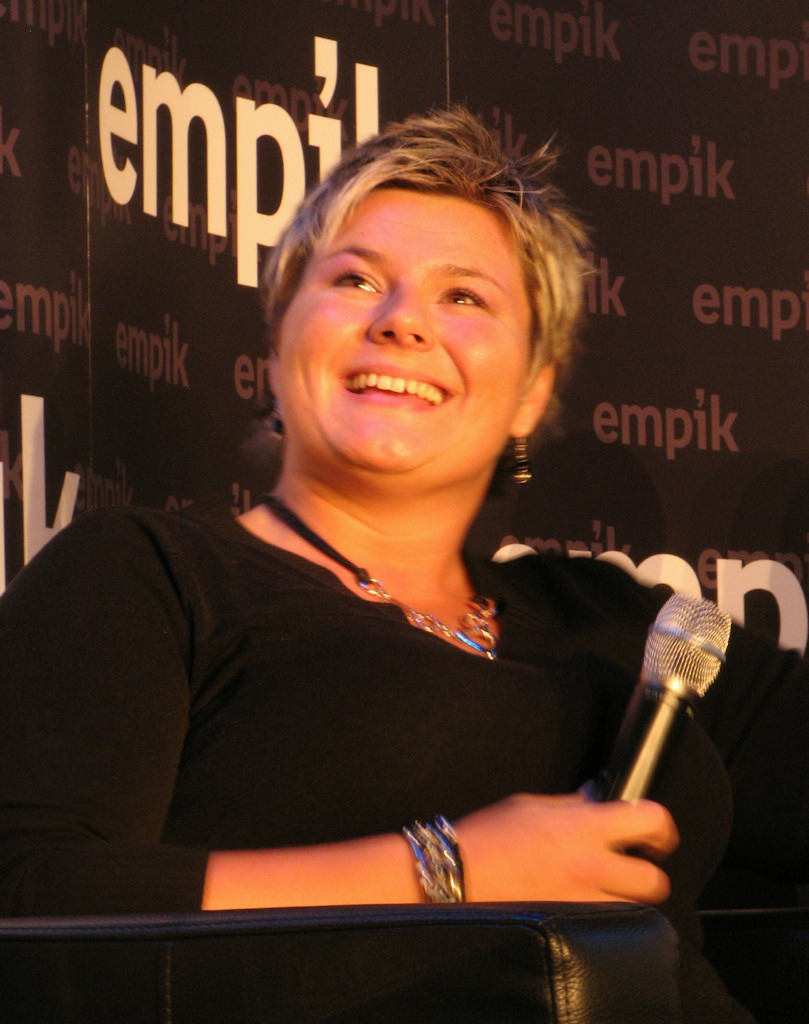
Kamila Skolimowska (2008)

- 01. Februar: Jim McWithey, US-amerikanischer Automobilrennfahrer (* 1927)
- 02. Februar: Paul Birch, englischer Fußballspieler (* 1962)
- 03. Februar: Juan Alves, argentinischer Radrennfahrer (* 1939)
- 03. Februar: Mike Maloy, österreichisch-US-amerikanischer Basketballspieler (* 1949)
- 04. Februar: Christophe Dupouey, französischer Radsportler (* 1968)
- 05. Februar: Franco Andreoli, Schweizer Fußballspieler und -trainer (* 1915)
- 05. Februar: Frederiek Nolf, belgischer Radsportler (* 1987)
- 07. Februar: Betty Jameson, US-amerikanische Golferin (* 1919)
- 08. Februar: Marian Cozma, rumänischer Handballspieler (* 1982)
- 12. Februar: Giacomo Bulgarelli, italienischer Fußballspieler (* 1940)
- 12. Februar: Lis Hartel, dänische Dressurreiterin (* 1921)
- 13. Februar: Jerzy Hawrylewicz, polnischer Fußballspieler (* 1958)
- 17. Februar: Edhi Handoko, indonesischer Schachgroßmeister (* 1960)
- 17. Februar: Mike Whitmarsh, US-amerikanischer Basketball- und Volleyballspieler (* 1962)
- 18. Februar: Ben Flowers, US-amerikanischer Baseballspieler (* 1927)
- 18. Februar: Kamila Skolimowska, polnische Leichtathletin (* 1982)
- 23. Februar: August Kiuru, finnischer Skilangläufer (* 1922)
- 23. Februar: Jean Studer, Schweizer Leichtathlet (* 1914)
- 26. Februar: Johnny „Red“ Kerr, US-amerikanischer Basketballspieler, -trainer und -kommentator (* 1932)
- 26. Februar: Werner Marschner, deutscher Radsporttrainer (* 1919)
- 26. Februar: Norm Van Lier, US-amerikanischer Basketballspieler (* 1947)

### März

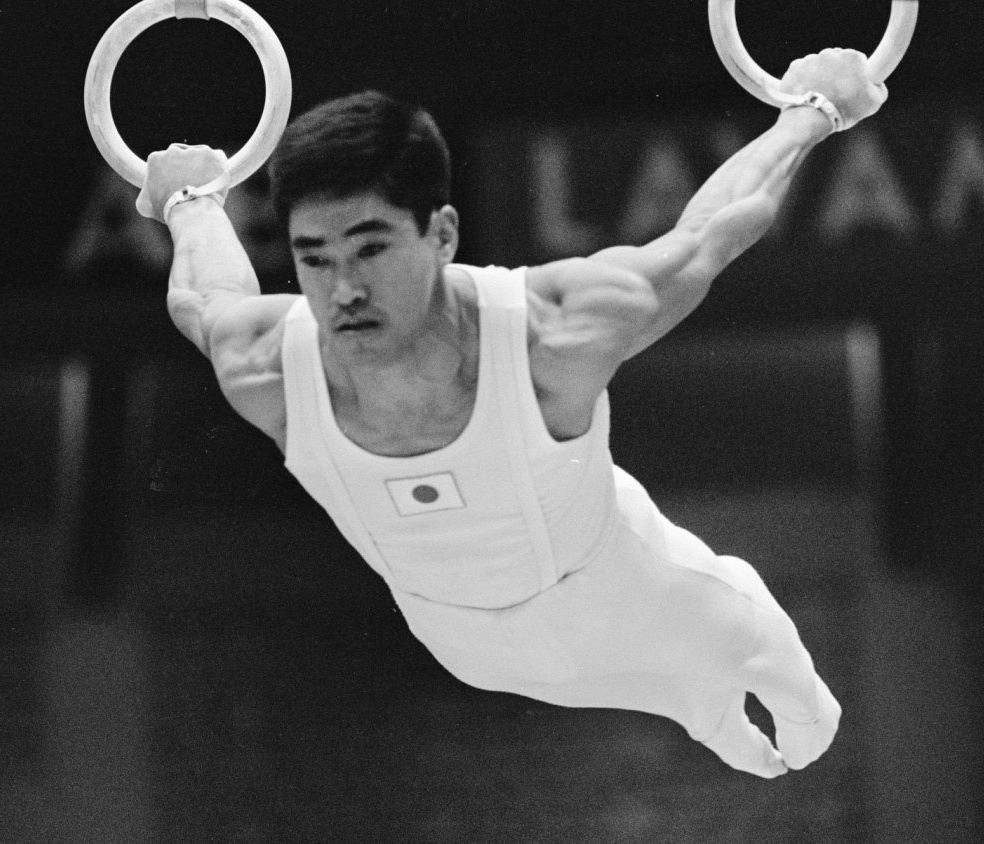
Yukio Endo (1966)

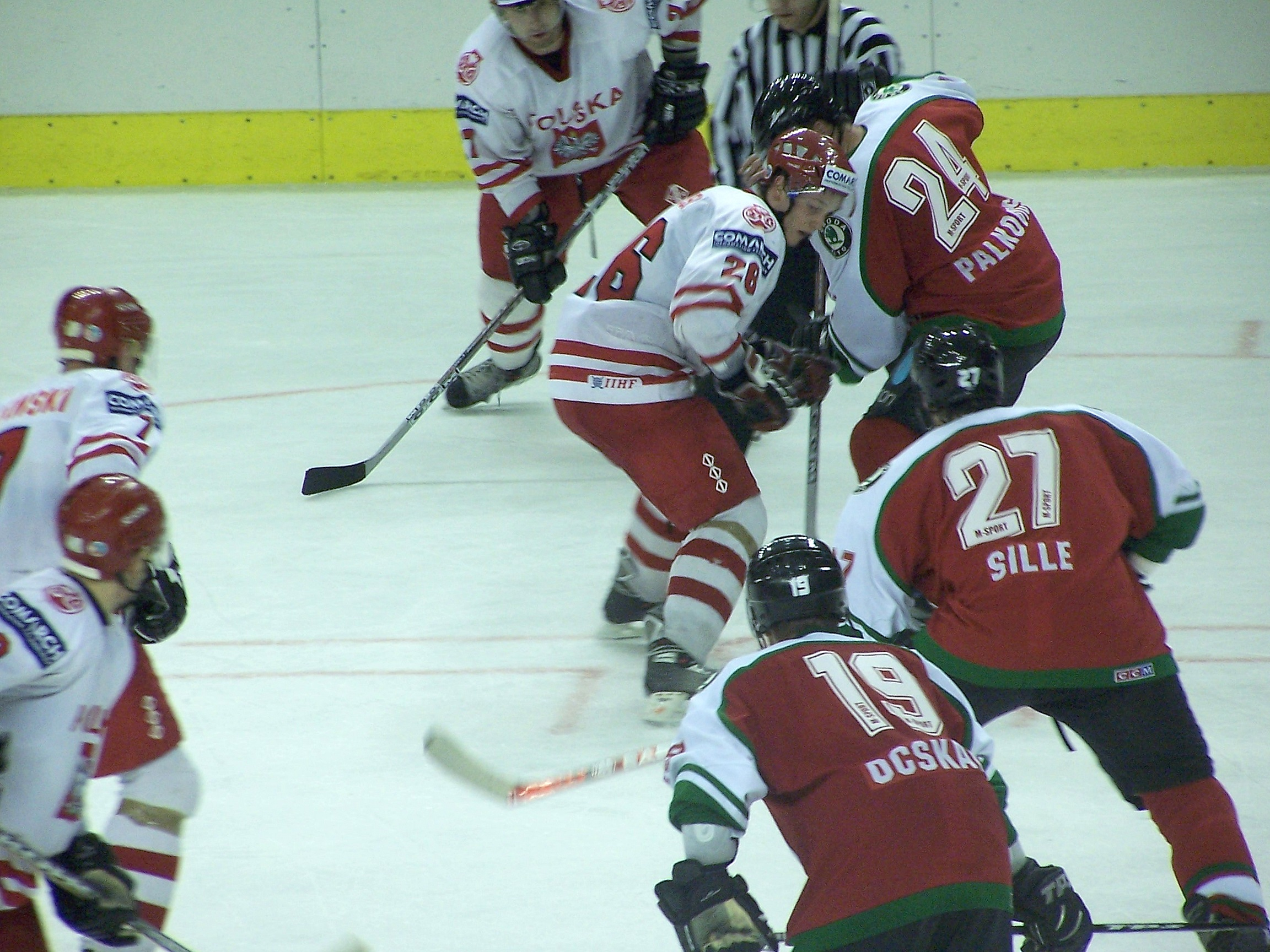
Gábor Ocskay (Vordergrund, 2006)

- 01. März: Kenneth Henry, US-amerikanischer Eisschnellläufer und Eisschnelllauftrainer (* 1929)
- 01. März: Alf Pike, kanadischer Eishockeyspieler und -trainer
- 02. März: Christopher Finnegan, britischer Boxer (* 1944)
- 03. März: Sebastian Faißt, deutscher Handballspieler (* 1988)
- 03. März: Åke Lindman, finnischer Fußballspieler (* 1928)
- 04. März: George McAfee, US-amerikanischer American-Football-Spieler (* 1918)
- 05. März: Waleri Broschin, russischer Fußballspieler (* 1962)
- 05. März: Dave Pureifory, US-amerikanischer American-Football-Spieler
- 07. März: Francesco Zagatti, italienischer Fußballspieler und -trainer (* 1932)
- 09. März: Gerhard Faltermeier, deutscher Fußballspieler und -trainer (* 1943)
- 10. März: Anatoli Seglin, sowjetischer Eishockey- und Fußballspieler
- 11. März: Felix Arnold, Schweizer Ringer
- 14. März: Claudiu Bujin, rumänischer Leichtathlet
- 20. März: Pierre Skawinski, französischer Leichtathlet (* 1912)
- 21. März: Walt Poddubny, kanadischer Eishockeyspieler
- 23. März: Lloyd Ruby, US-amerikanischer Automobilrennfahrer (* 1928)
- 24. März: Igor Stelnow, russischer Eishockeyspieler und -trainer (* 1963)
- 25. März: Yukio Endō, japanischer Kunstturner (* 1937)
- 25. März: Gábor Ocskay, ungarischer Eishockeyspieler (* 1975)
- 25. März: Giovanni Parisi, italienischer Boxer (* 1967)
- 25. März: Dumitru Vizitiu, rumänischer Fußballspieler und -trainer
- 26. März: Shane McConkey, kanadisch-US-amerikanischer Extremskifahrer und Basejumper (* 1969)
- 29. März: Wladimir Fedotow, russischer Fußballspieler und -trainer (* 1943)
- 30. März: Andrea Mead-Lawrence, US-amerikanische Skirennläuferin (* 1932)
- 30. März: Jackie Pretorius, südafrikanischer Automobilrennfahrer (* 1934)

### April

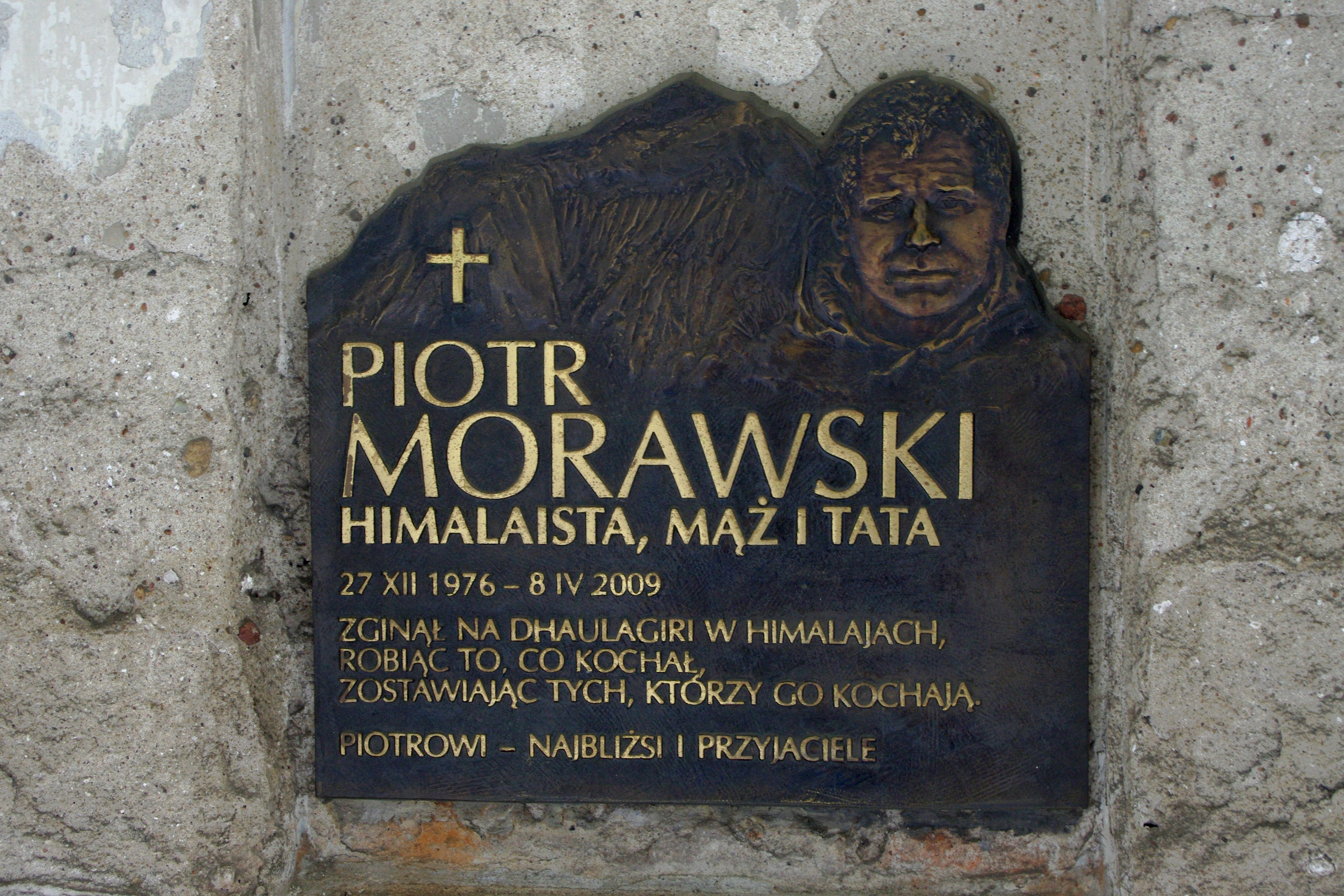
Gedenktafel für Piotr Morawski

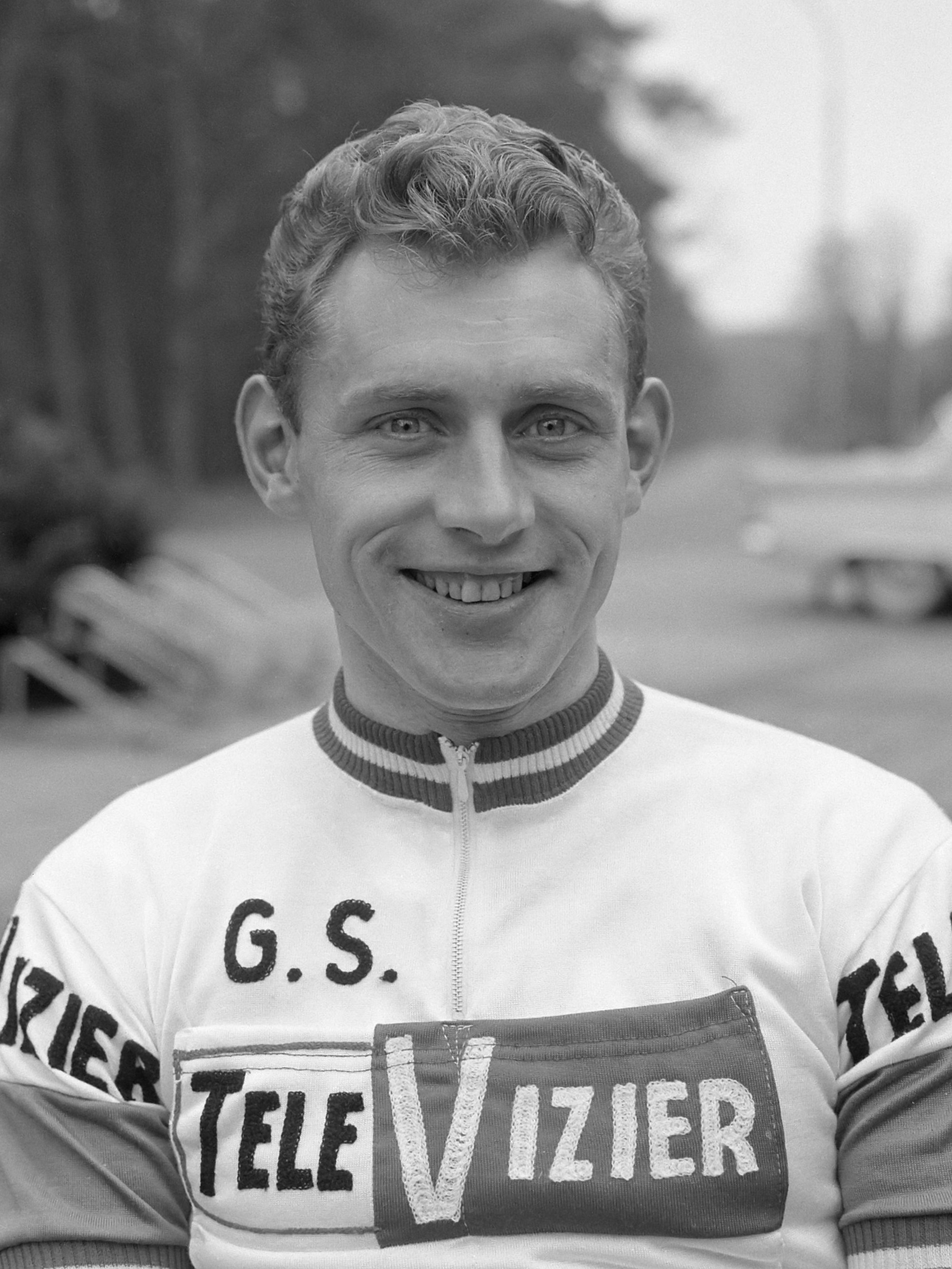
Henk Nijdam (1964)

- 01. April: Arne Andersson, schwedischer Leichtathlet (* 1917)
- 03. April: Carol Schuurman, niederländischer Fußballspieler (* 1934)
- 03. April: Jonnie Woodall, britischer Bobsportler (* 1946)
- 04. April: Adriano Emperado, Gründer der Kampfsportart Kajukenbo
- 06. April: Gheorghe Ene, rumänischer Fußballspieler und -trainer (* 1937)
- 06. April: Shawn Mackay, australischer Rugbyspieler (* 1982)
- 06. April: Lorenzo Sebastiani, italienischer Rugbyspieler (* 1988)
- 06. April: Swetlana Ulmassowa, sowjetische Leichtathletin (* 1953)
- 08. April: Piotr Morawski, polnischer Bergsteiger (* 1976)
- 09. April: Nick Adenhart, US-amerikanischer Baseballspieler (* 1986)
- 09. April: Edgar Buchwalder, Schweizer Radsportler (* 1916)
- 12. April: Horst Angel, deutscher Fußballspieler (* 1952)
- 12. April: Kent Douglas, kanadischer Eishockeyspieler und -trainer (* 1936)
- 12. April: Hans Kleppen, norwegischer Skispringer (* 1907)
- 13. April: Björn Borg, schwedischer Schwimmer (* 1919)
- 13. April: Noriyuki Komatsu, japanischer Boxer (* 1979)
- 13. April: Jimmy Swift, südafrikanischer Radrennfahrer (* 1931)
- 16. April: Paul Eppel, deutschen Langstreckenläufer (* 1918)
- 16. April: Åke Lassas, schwedischer Eishockeyspieler (* 1924)
- 18. April: Ingemar Johansson, schwedischer Leichtathlet (* 1924)
- 18. April: Kiril Wascharow, bulgarischer Eishockeytorhüter (* 1988)
- 19. April: Doc Blanchard, US-amerikanischer American-Football-Spieler (* 1924)
- 23. April: Jean-Paul Colas, französischer Autorennfahrer (* 1911)
- 23. April: Lam Sheung Yee, chinesischer Fußballspieler, Schauspieler und Fußballkommentator (* 1934)
- 24. April: Maxime Lehmann, schweizerisch-französischer Fußballspieler (* 1906)
- 25. April: Lothar Schulz, deutscher Fußballspieler (* 1947)
- 25. April: Benny Söderling, schwedischer Bandy-, Eishockey- und Fußballspieler (* 1941)
- 26. April: Salamo Arouch, griechisch-israelischer Boxer (* 1923)
- 26. April: Danny Kladis, US-amerikanischer Automobilrennfahrer (* 1917)
- 27. April: Tomohiko Ikoma, japanischer Fußballspieler und -trainer (* 1932)
- 27. April: Karl Mullen, irischer Rugbyspieler (* 1926)
- 27. April: Greg Page, US-amerikanischer Boxer (* 1958)
- 28. April: Fritz Gödicke, deutscher Fußballspieler, -trainer und -funktionär (* 1919)
- 28. April: Buddy Rose, US-amerikanischer Wrestler (* 1952)
- 29. April: Sedat Balkanlı, türkischer Fußballspieler (* 1965)
- 30. April: Henk Nijdam, niederländischer Radrennfahrer (* 1935)
- 30. April: Məcnun Vahidov, aserbaidschanischer Schachkomponist und -funktionär (* 1946)

### Mai

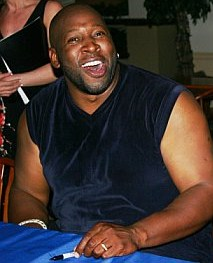
Wayman Tisdale (2006)

- 03. Mai: John Elsworthy, walisischer Fußballspieler (* 1931)
- 05. Mai: Nguyễn Đức Mộc, vietnamesischer Kampfkünstler (* 1913)
- 09. Mai: Chuck Daly, US-amerikanischer Basketballtrainer (* 1930)
- 09. Mai: Jean-Claude Van Geenberghe, belgisch-ukrainischer Springreiter (* 1962)
- 12. Mai: Heini Walter, Schweizer Autorennfahrer (* 1927)
- 13. Mai: Norbert Eschmann, Schweizer Fußballspieler (* 1933)
- 13. Mai: Silvia Otto, deutsche Basketball-Schiedsrichterin (* 1931)
- 15. Mai: Manfred Schneider, deutscher Fußballspieler (* 1934)
- 15. Mai: Wayman Tisdale, US-amerikanischer Basketballspieler (* 1964)
- 19. Mai: Bill Edwards, US-amerikanischer American-Football-Spieler (* 1920)
- 19. Mai: Clint Smith, kanadischer Eishockeyspieler und -trainer (* 1913)
- 21. Mai: Robert Müller, deutscher Eishockeyspieler (* 1980)
- 25. Mai: Billy Baxter, schottischer Fußballspieler und -trainer (* 1939)
- 26. Mai: Sergei Samoilow, kasachischer Bergsteiger (* 1958)
- 26. Mai: Peter Zezel, kanadischer Eishockeyspieler (* 1965)
- 27. Mai: Ammo Baba, irakischer Fußballspieler und -trainer (* 1934)
- 29. Mai: Karine Ruby, französische Snowboarderin (* 1978)
- 30. Mai: Eva Dawes, kanadische Leichtathletin (* 1912)
- 31. Mai: Stanisław Królak, polnischer Radrennfahrer (* 1931)

### Juni

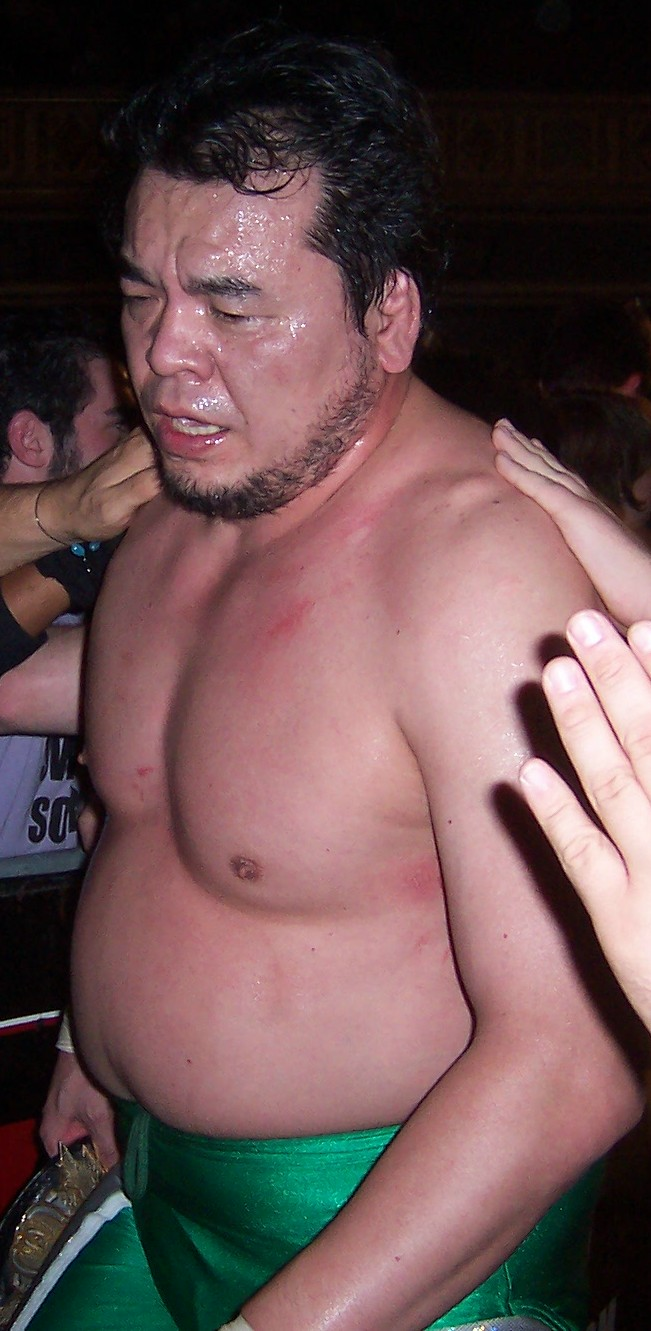
Mitsuharu Misawa (2007)

- 02. Juni: Tony Maggs, südafrikanischer Formel-1-Rennfahrer (* 1937)
- 05. Juni: Gaby Steiger, Schweizer Alpinistin, Extrembergsteigerin (* 1921)
- 07. Juni: Indra Gunawan, indonesischer Badmintonspieler (* 1947)
- 08. Juni: Bertil Andersson, schwedischer Eishockey- und Fußballspieler (* 1929)
- 08. Juni: Aage Rou Jensen, dänischer Fußballspieler (* 1924)
- 08. Juni: Nathan Marsters, kanadischer Eishockeyspieler (* 1980)
- 10. Juni: Jørgen Frank Rasmussen, dänischer Radrennfahrer (* 1930)
- 11. Juni: Xaver Frick, liechtensteinischer Leichtathlet und Skilangläufer (* 1913)
- 13. Juni: Mitsuharu Misawa, japanischer Wrestler (* 1962)
- 14. Juni: Carl-Ebbe Andersen, dänischer Ruderer (* 1929)
- 19. Juni: Heinz-Herbert Kreh, deutscher Fußballspieler und -funktionär (* 1937)
- 20. Juni: Godfrey Rampling, britischer Leichtathlet (* 1909)
- 23. Juni: Farkas Paneth, rumänischer Tischtennisspieler und -trainer (* 1917)
- 25. Juni: Sinaida Stahurskaja, belarussische Radrennfahrerin (* 1971)
- 27. Juni: Ollie Poole, US-amerikanischer American-Football-Spieler (* 1922)
- 27. Juni: Nanae Sasaki, japanische Marathonläuferin (* 1956)
- 29. Juni: Michael Brügger, deutscher Kraftsportler (* 1961)
- 30. Juni: Luis Oliva, argentinischer Leichtathlet (* 1908)

### Juli

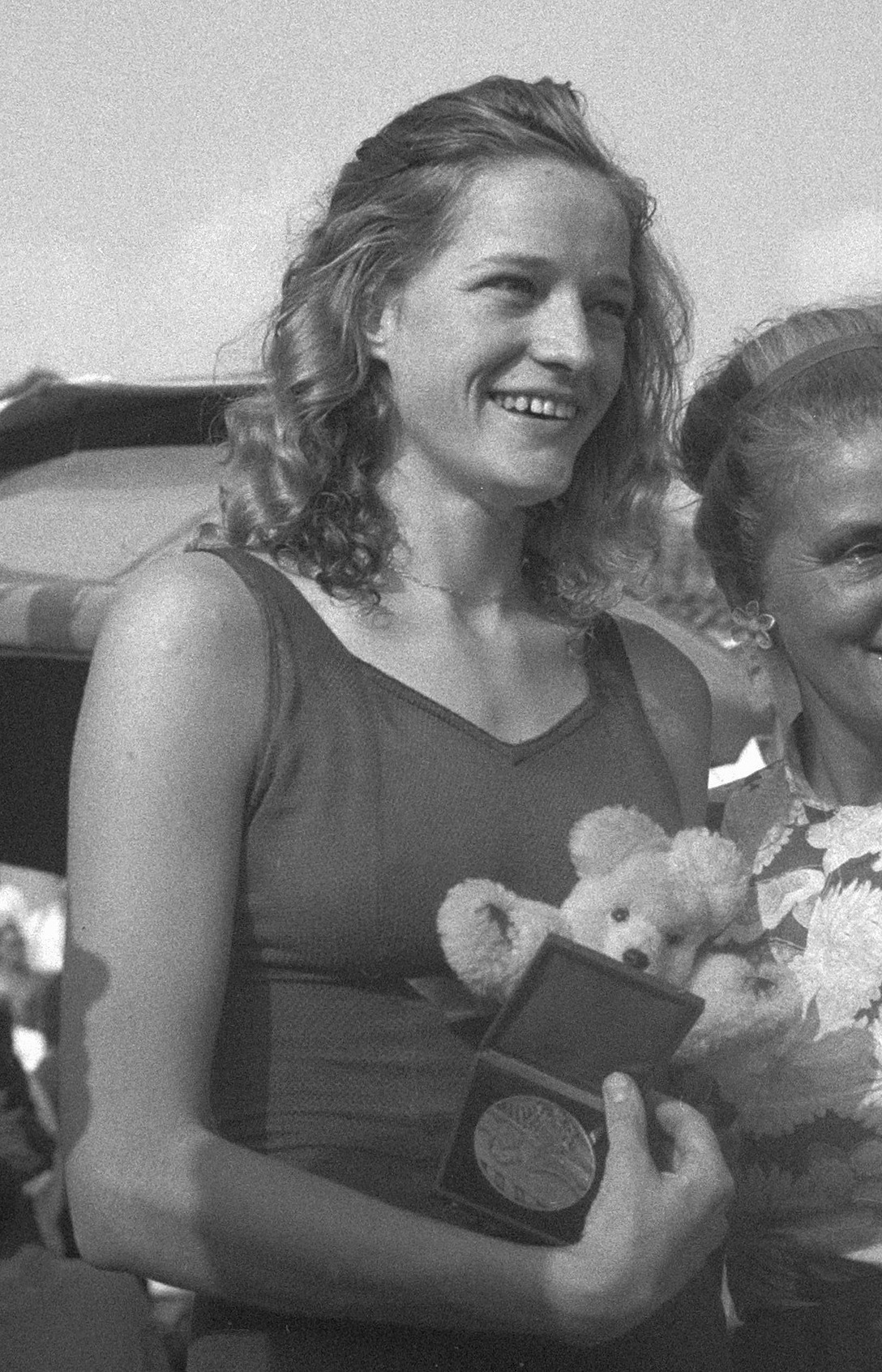
Karen Harup (1947)

- 01. Juli: Alexis Argüello Bohórquez, nicaraguanischer Boxer und Politiker (* 1952)
- 01. Juli: Marwa El-Sherbini, ägyptische Handballspielerin (* 1977)
- 01. Juli: Muzaffer Tokaç, türkischer Fußballspieler (* 1922)
- 02. Juli: Bert Schneider, österreichischer Motorradrennfahrer (* 1936)
- 04. Juli: Steve McNair, US-amerikanischer American-Football-Spieler (* 1973)
- 04. Juli: Dmitri Sokolow, 	sowjetischer Biathlet (* 1924)
- 05. Juli: John Bachar, US-amerikanischer Kletterer (* 1957)
- 05. Juli: Lou Creekmur, US-amerikanischer American-Football-Spieler (* 1927)
- 06. Juli: Bleddyn Williams, walisischer Rugbyspieler (* 1923)
- 09. Juli: Paul Belous, deutscher Jiu-Jitsu-Lehrer (* 1923)
- 09. Juli: Ron Kennedy, kanadischer Eishockeyspieler und -trainer (* 1953)
- 10. Juli: Johnny Caldwell, irischer Boxer (* 1938)
- 11. Juli: Arturo Gatti, kanadischer Boxer (* 1972)
- 13. Juli: Harry Källström, schwedischer Rallyefahrer (* 1939)
- 13. Juli: Nikola Stantschew, bulgarischer Ringer (* 1930)
- 16. Juli: Erkki Koskinen, finnischer Radrennfahrer (* 1925)
- 19. Juli: Karen Harup, dänische Schwimmerin (* 1924)
- 20. Juli: Vedat Okyar, türkischer Fußballspieler und Journalist (* 1945)
- 22. Juli: Herbert Morris, US-amerikanischer Ruderer (* 1915)
- 23. Juli: Lee Orr, kanadischer Leichtathlet (* 1917)
- 25. Juli: Vernon Forrest, US-amerikanischer Boxer (* 1971)
- 25. Juli: Zequinha, brasilianischer Fußballspieler (* 1934)
- 31. Juli: Bobby Robson, britischer Fußballtrainer (* 1933)
- 31. Juli: Wolfgang Scheid, deutscher Fußballspieler (* 1942)
- 31. Juli: Oskar Wark, deutscher Sportreporter (* 1934)

### August

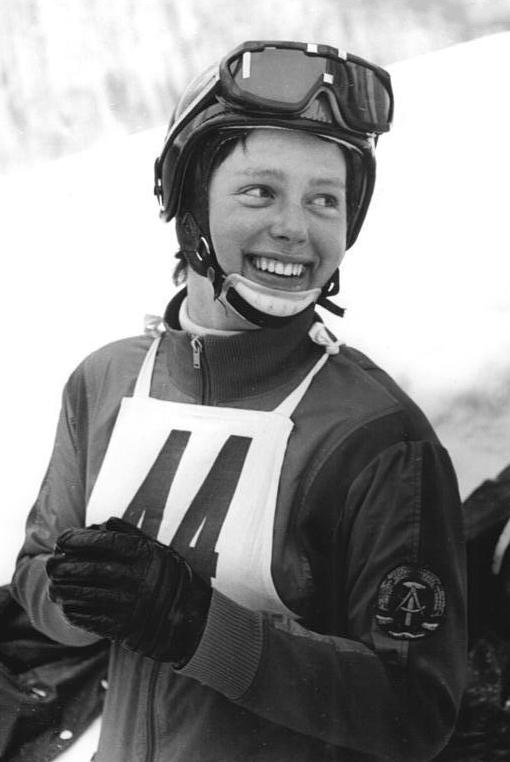
Anna-Maria Müller (1971)

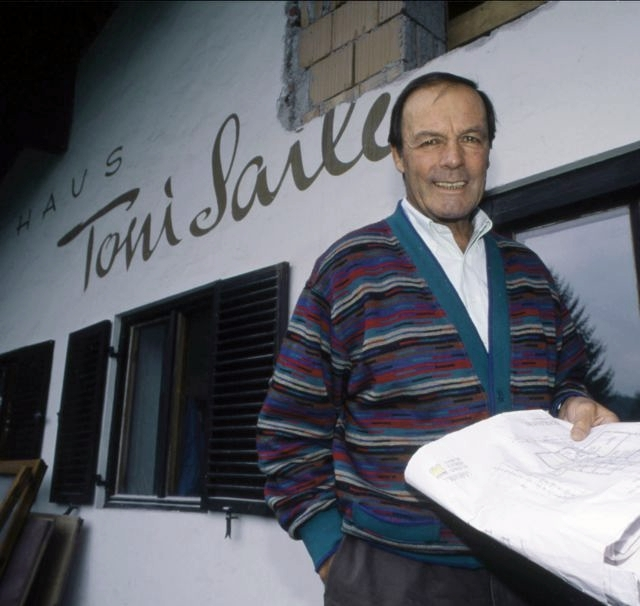
Toni Sailer (1998)

- 02. August: Hironoshin Furuhashi, japanischer Schwimmer und Sportfunktionär (* 1928)
- 06. August: Riccardo Cassin, italienischer Bergsteiger (* 1909)
- 06. August: Björn Walden, schwedischer Rennrodler und Sportfunktionär (* 1934)
- 08. August: Daniel Jarque, spanischer Fußballspieler (* 1983)
- 09. August: Werner Kiene, deutscher Tischtennisspieler, -schiedsrichter und -funktionär (* 1923)
- 10. August: Ede Király, ungarischer Eiskunstläufer (* 1926)
- 10. August: Urpo Korhonen, finnischer Skilangläufer (* 1923)
- 10. August: Renzo Sambo, italienischer Ruderer (* 1942)
- 10. August: Francisco Valdés, chilenischer Fußballspieler (* 1943)
- 12. August: Erwin Scheffler, deutscher Fußballspieler (* 1927)
- 13. August: Al Purvis, kanadischer Eishockeyspieler (* 1929)
- 14. August: Theodore Kennedy, kanadischer Eishockeyspieler (* 1925)
- 14. August: Heinrich Kokartis, deutscher Fußballspieler (* 1934)
- 16. August: Gerhard Bergner, deutscher Fußballspieler (* 1927)
- 18. August: Geertje Wielema, niederländische Schwimmerin (* 1934)
- 19. August: Bobby Thomson, englischer Fußballspieler (* 1943)
- 22. August: Hermann Rieder, deutscher Speerwerfer, Trainer und Sportwissenschaftler (* 1928)
- 22. August: Bert Sumser, deutscher Leichtathletiktrainer (* 1913)
- 23. August: Anna-Maria Müller, deutsche Rennrodlerin, Olympiasiegerin (* 1949)
- 24. August: Toni Sailer, österreichischer Skirennläufer (* 1935)
- 27. August: Schota Tschotschischwili, sowjetischer Judoka (* 1950)
- 28. August: Eli Thompson, US-amerikanischer Extremsportler (* 1973)
- 31. August: Torsten Lindberg, schwedischer Fußballspieler (* 1917)

### September

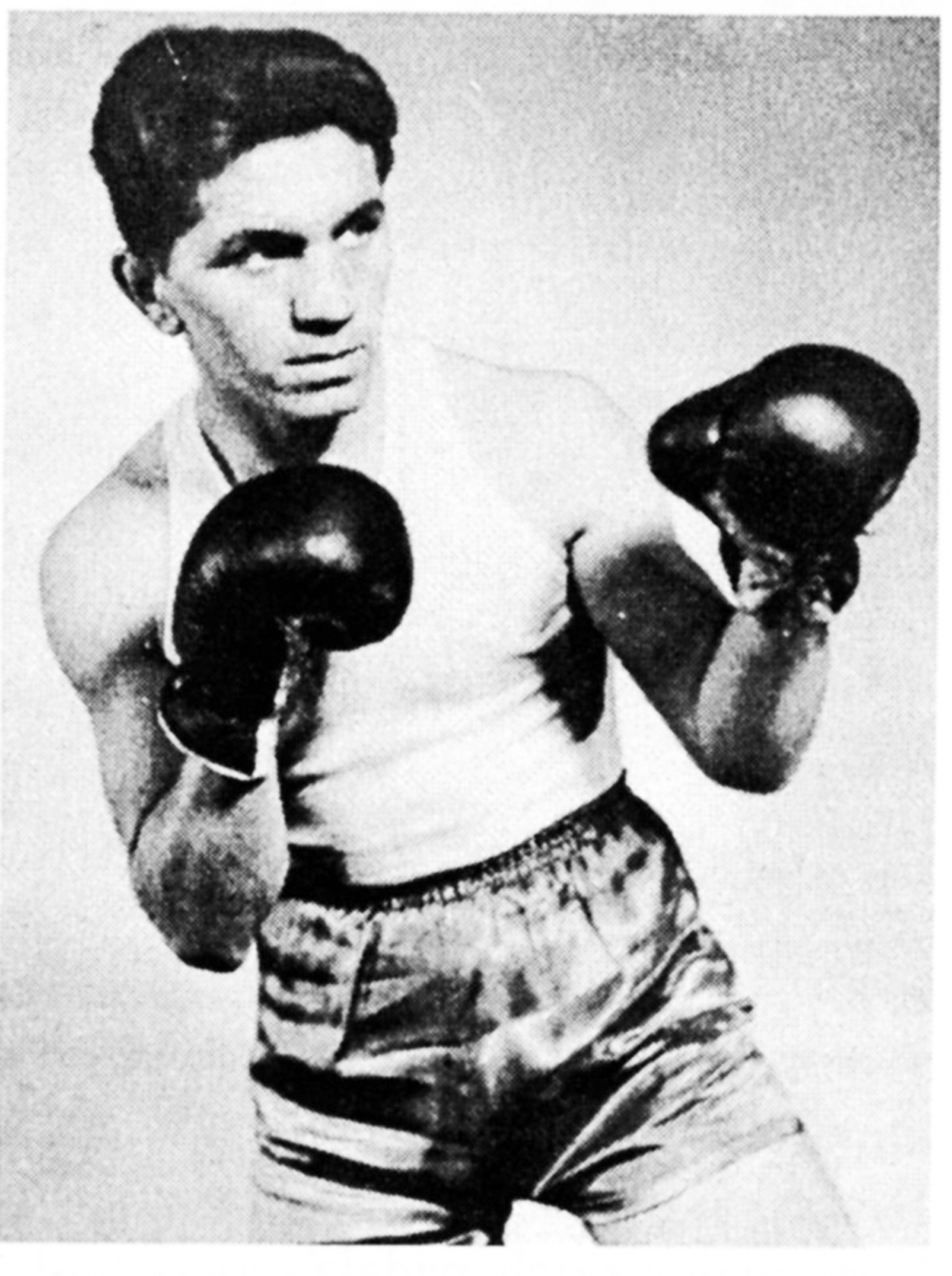
Zygmunt Chychła (1948)

- 04. September: Buddy Blattner, US-amerikanischer Tischtennis- und Baseballspieler, sowie Sportreporter (* 1920)
- 10. September: Erwin Hoffmann, deutscher Fußballspieler (* 1940)
- 11. September: Henny van Schoonhoven, niederländischer Fußballspieler (* 1970)
- 12. September: Jack Kramer, US-amerikanischer Tennisspieler (* 1921)
- 12. September: Kurt Siebenhaar, deutscher Basketballspieler und -trainer (* 1928)
- 18. September: Vladimír Kostka, tschechischer Eishockeytrainer (* 1922)
- 18. September: Marcel Vandewattyne, belgischer Leichtathlet (* 1924)
- 22. September: Zygmunt Chychła, polnischer Boxer (* 1926)
- 23. September: Matthias Gäbler, deutscher Kletterer und Bergsteiger (* 1949)
- 26. September: Geoff Barrowcliffe, britischer Fußballspieler (* 1931)
- 26. September: John Holmes, britischer Rugbyspieler (* 1952)
- 27. September: René Bliard, französischer Fußballspieler (* 1932)
- 28. September: Horst Feilzer, deutscher Fußballspieler (* 1957)
- 28. September: Best Ogedegbe, nigerianischer Fußballspieler und -trainer (* 1954)
- 28. September: Richard Webster, britischer Leichtathlet (* 1914)
- 29. September: Annelore Zückert, österreichische Skirennläuferin (* 1925)
- 30. September: Pentti Airikkala, finnischer Rallyefahrer (* 1945)
- 30. September: Luigi Moro, italo-kanadischer Fußball-, Eishockey- und Lacrossetrainer (* 1918)

### Oktober

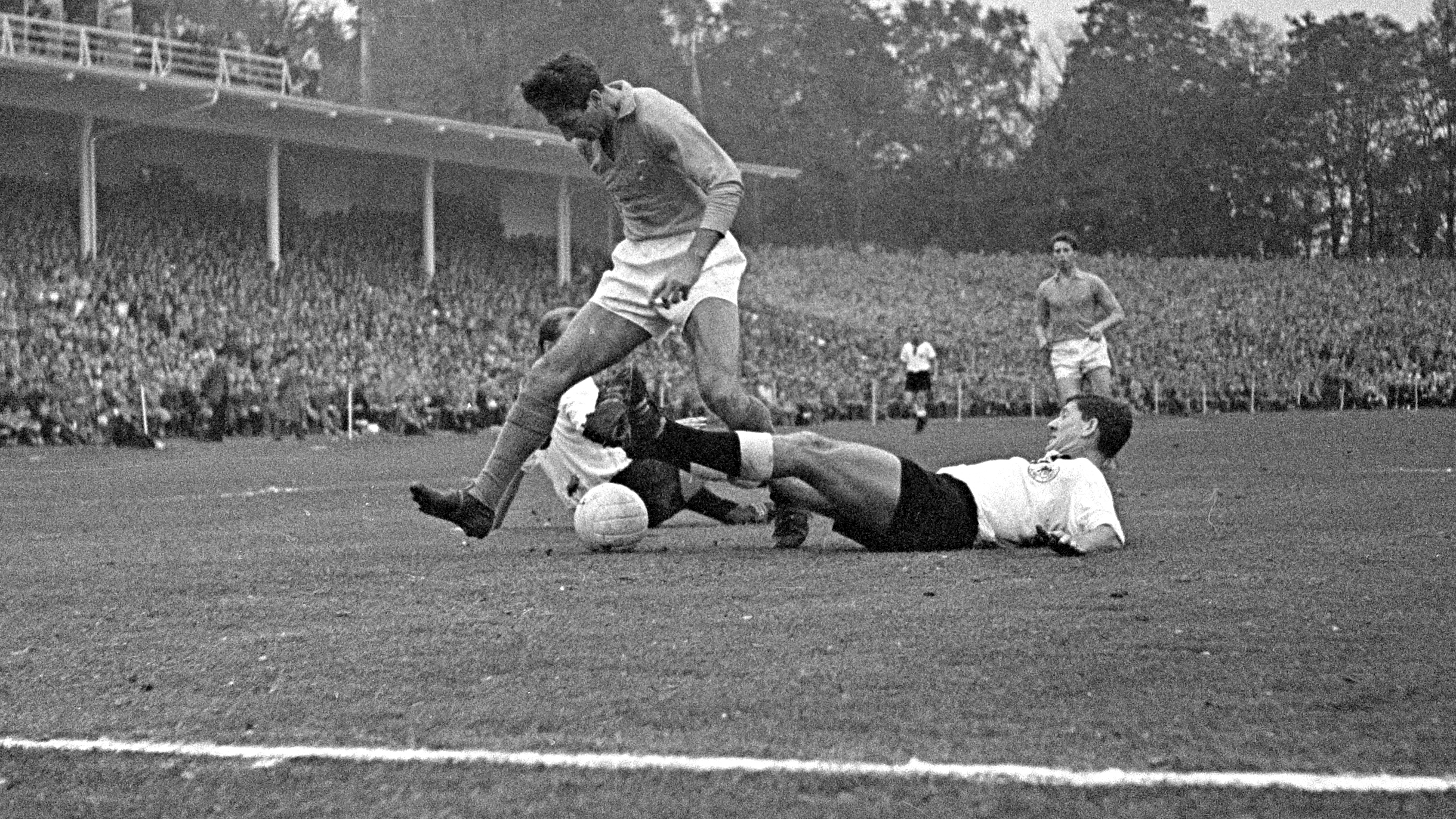
Horst Szymaniak (1959, rechts)

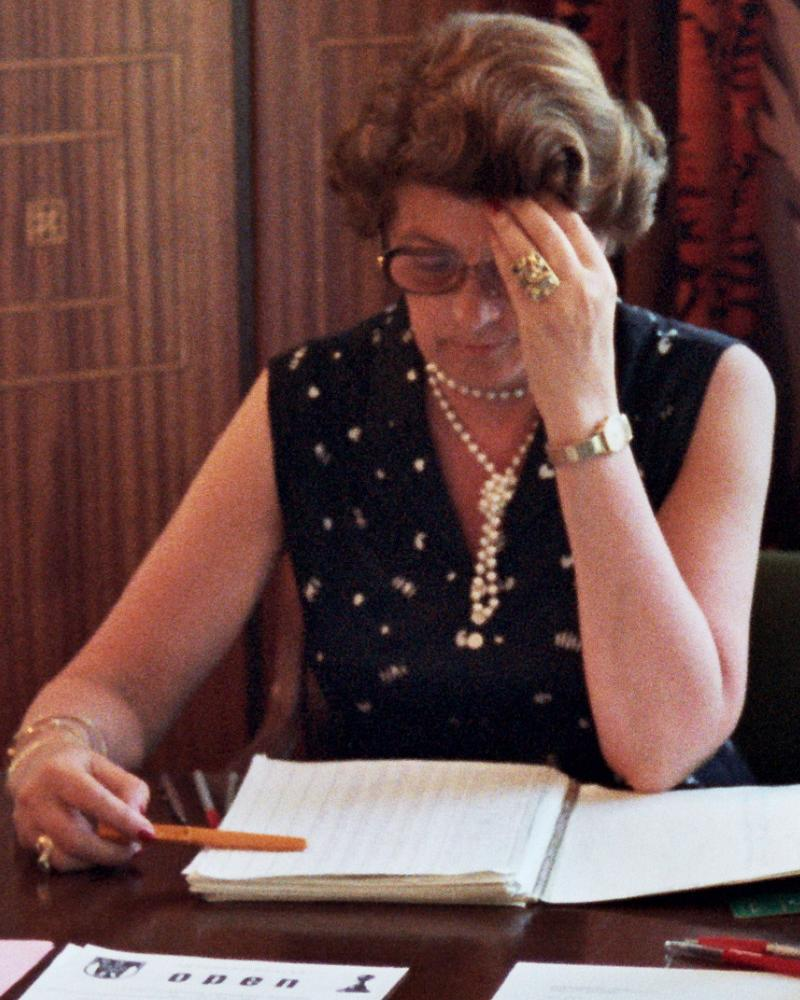
Gertrude Wagner (1982)

- 02. Oktober: Rolf Rüssmann, deutscher Fußballspieler (* 1950)
- 05. Oktober: Rob Bron, niederländischer Motorradrennfahrer (* 1945)
- 08. Oktober: Torsten Reißmann, deutscher Judoka (* 1956)
- 09. Oktober: Horst Szymaniak, deutscher Fußballspieler (* 1934)
- 10. Oktober: Raymond Schummer, luxemburgischer Ringer und Sportfunktionär (* 1937)
- 12. Oktober: Alberto Castagnetti, italienischer Schwimmer und Schwimmtrainer (* 1943)
- 12, Oktober: Klaus-Peter Nabein, deutscher Leichtathlet (* 1960)
- 12. Oktober: Frank Vandenbroucke, belgischer Radrennfahrer (* 1974)
- 13. Oktober: Werner Zandt, deutscher Leichtathlet und Fußballspieler (* 1927)
- 15. Oktober: Heinz Versteeg, niederländisch-deutscher Fußballspieler (* 1939)
- 18. Oktober: Heinrich Will, deutscher Speerwerfer (* 1926)
- 20. Oktober: Juri Rjasanow, russischer Turner (* 1987)
- 25. Oktober: Ingeborg Mello, argentinische Leichtathletin (* 1919)
- 25. Oktober: Gertrude Wagner, österreichische Schachschiedsrichterin (* 1925)
- 27. Oktober: Rudolf Anheuser, deutscher Basketballschiedsrichter (* 1924)
- 29. Oktober: Jan Gąsienica-Ciaptak, polnischer Skisportler (* 1922)
- 29. Oktober: Beat Rüedi, Schweizer Eishockeyspieler und Skirennfahrer (* 1920)
- 30. Oktober: František Veselý, tschechoslowakischer Fußballspieler (* 1943)

### November

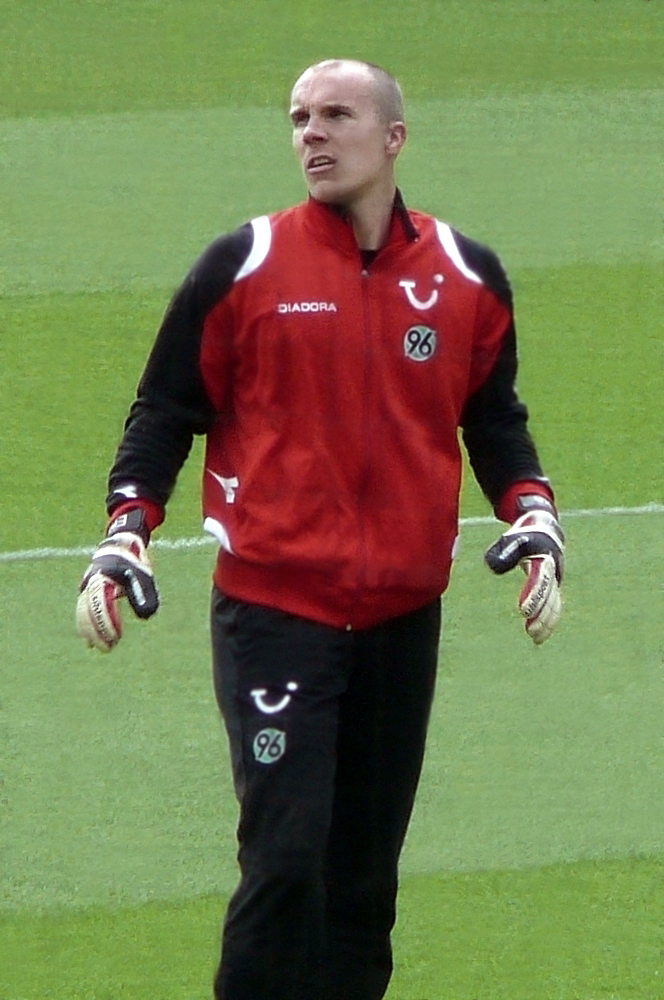
Robert Enke (2008)

- 01. November: Achim Stocker, deutscher Fußballfunktionär (* 1935)
- 03. November: Hans Rein, Schweizer Bergsteiger (* 1919)
- 06. November: Dimitri De Fauw, belgischer Radrennfahrer (* 1981)
- 07. November: May Nilsson, schwedische Skirennläuferin (* 1921)
- 09. November: Ib Olsen, dänischer Ruderer (* 1929)
- 10. November: Robert Enke, deutscher Fußballtorhüter (* 1977)
- 12. November: Willy Kernen, Schweizer Fußballspieler (* 1929)
- 13. November: Ueli Gegenschatz, Schweizer Basejumper (* 1971)
- 14. November: Nikolai Anikin, russischer Skilangläufer (* 1932)
- 15. November: Kurt Stürmer, deutscher Eishockeyspieler (* 1926)
- 20. November: Lino Lacedelli, italienischer Bergsteiger (* 1925)
- 22. November: Gino Munaron, italienischer Autorennfahrer (* 1928)
- 22. November: Juan Carlos Muñoz, argentinischer Fußballspieler und -trainer (* 1919)
- 26. November: Carl Boysen, deutscher Handballspieler (* 1912)
- 26. November: Ecaterina Stahl-Iencic, rumänische Fechterin (* 1946)
- 30. November: Christoph Budde, deutscher Fußballspieler (* 1963)

### Dezember

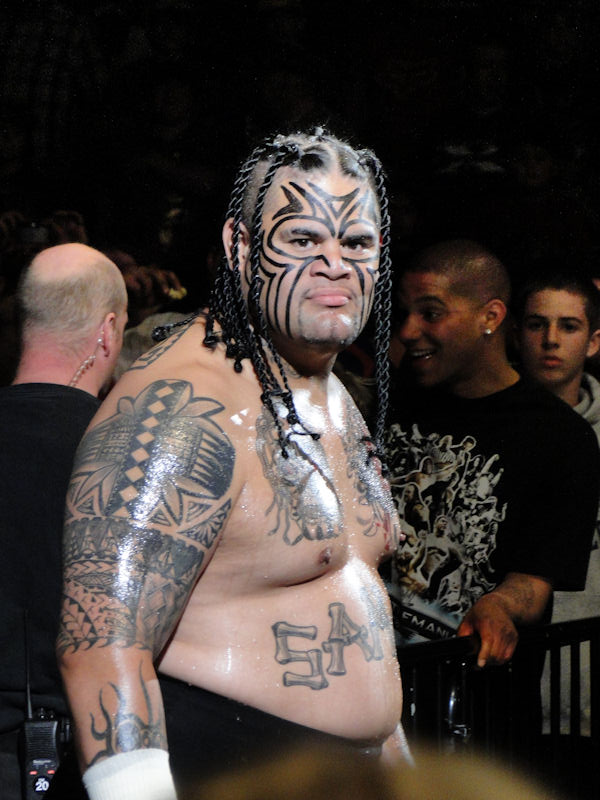
Umaga (2009)

- 01. Dezember: Alberto Martínez, uruguayischer Fußballspieler (* 1950)
- 04. Dezember: Umaga, US-amerikanischer Wrestler (* 1973)
- 05. Dezember: Kálmán Markovits, ungarischer Wasserballspieler (* 1931)
- 08. Dezember: Karel Klančnik, jugoslawischer Skispringer (* 1917)
- 09. Dezember: Håkan Wickberg, schwedischer Eishockeyspieler (* 1943)
- 10. Dezember: József Kóczián, ungarischer Tischtennisspieler (* 1926)
- 12. Dezember: Klawdija Bojarskich, russische Skilangläuferin (* 1939)
- 14. Dezember: Heiner Schober, deutscher Fußballtorhüter (* 1927)
- 15. Dezember: Milena Folberová, tschechoslowakische Turnerin (* 1923)
- 15. Dezember: Günther Wolfbauer, deutscher Sportjournalist (* 1926)
- 16. Dezember: Kurt Ucko, deutscher Fußballspieler (* 1924)
- 17. Dezember: Michel Leblond, französischer Fußballspieler (* 1932)
- 18. Dezember: Adelbert St. John, österreichisch-kanadischer Eishockeyspieler (* 1931)
- 19. Dezember: Peter Sadler, britischer Automobilrennfahrer (* 1941)
- 22. Dezember: Victorița Dumitrescu, rumänische Handballspielerin (* 1935)
- 22. Dezember: Michael Richey, britischer Segler (* 1917)
- 23. Dezember: Lilo Allgayer, deutsche Fechterin (* 1915)
- 26. Dezember: Giuseppe Chiappella, italienischer Fußballspieler und -trainer (* 1924)
- 29. Dezember: Steve Williams, US-amerikanischer Wrestler (* 1960)
- 31. Dezember: Giulio Corsini, italienischer Fußballspieler und -trainer (* 1933)